# Robert Antoine Pinchon
Robert Antoine Pinchon (Rouen, 1º luglio 1886 – Bois-Guillaume, 9 gennaio 1943) è stato un pittore francese, appartenente alla Scuola di Rouen (École de Rouen), fu un maestro del post-impressionismo.
È nato e ha trascorso la maggior parte della sua vita in Francia. Per tutta la sua carriera fu costante nella dedizione alla pittura di paesaggi en plein air (cioè all'aperto). Fin dall'età di diciannove anni lavorò in stile Fauves, ma non intraprese mai la strada del Cubismo e, a differenza di altri, non ha mai trovato insoddisfazione nel perseverare a seguire il Post-impressionismo. 
Tra le sue opere più importanti si trovano una serie di dipinti del fiume Senna, principalmente nei pressi di Rouen, e paesaggi che raffigurano luoghi dell'Alta Normandia e dintorni.

## Biografia

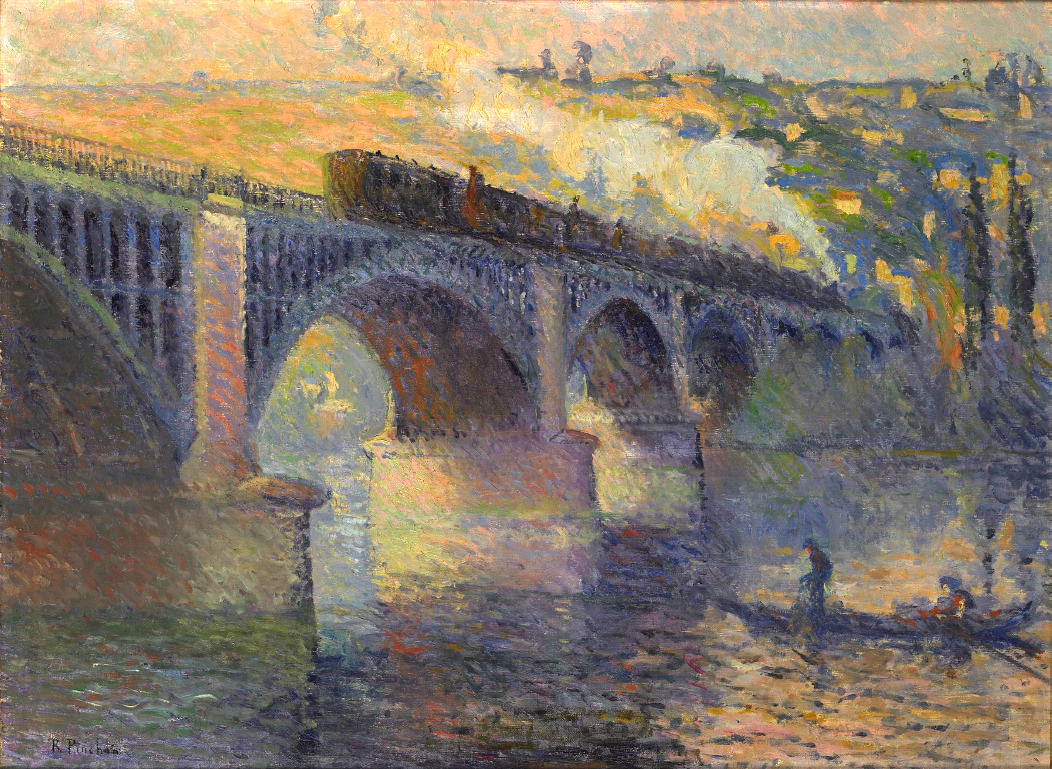
Robert Antoine Pinchon, Le Pont aux Anglais, soleil couchant, 1905, olio su tela, 54 x 73 cm, Musée des Beaux-Arts de Rouen

### Infanzia
Robert Antoine Pinchon è nato in un ambiente artistico e letterario. Suo padre, Robert Pinchon, un bibliotecario, giornalista, drammaturgo e critico teatrale è stato un intimo amico di Guy de Maupassant e anche uno dei protetti di Gustave Flaubert.
Maupassant e Robert Pinchon (La Toque, come lo chiamava lui) co-scrissero nel 1875 una sceneggiatura per una commedia dal titolo A la Feuille de Rose, Maison Turque sul tema dell'erotismo e della prostituzione. La rappresentazione fu presentata ufficialmente il 15 maggio 1877 presso lo studio di Maurice Leloir, di fronte a Gustave Flaubert, Émile Zola, Ivan Turgenev e otto donne in maschera elegantemente vestite.
Dal momento che suo figlio cominciava a mostrare i primi segni di interesse e di attitudine per le arti, il padre acquistò una scatola di colori ad olio e lo accompagnò in lunghe passeggiate e sedute di pittura alla domenica. Una fotografia del 1898 lo mostra a dipingere all'età di dodici anni. Ha esposto alcune delle sue prime opere nel 1900 a quattordici anni di età.

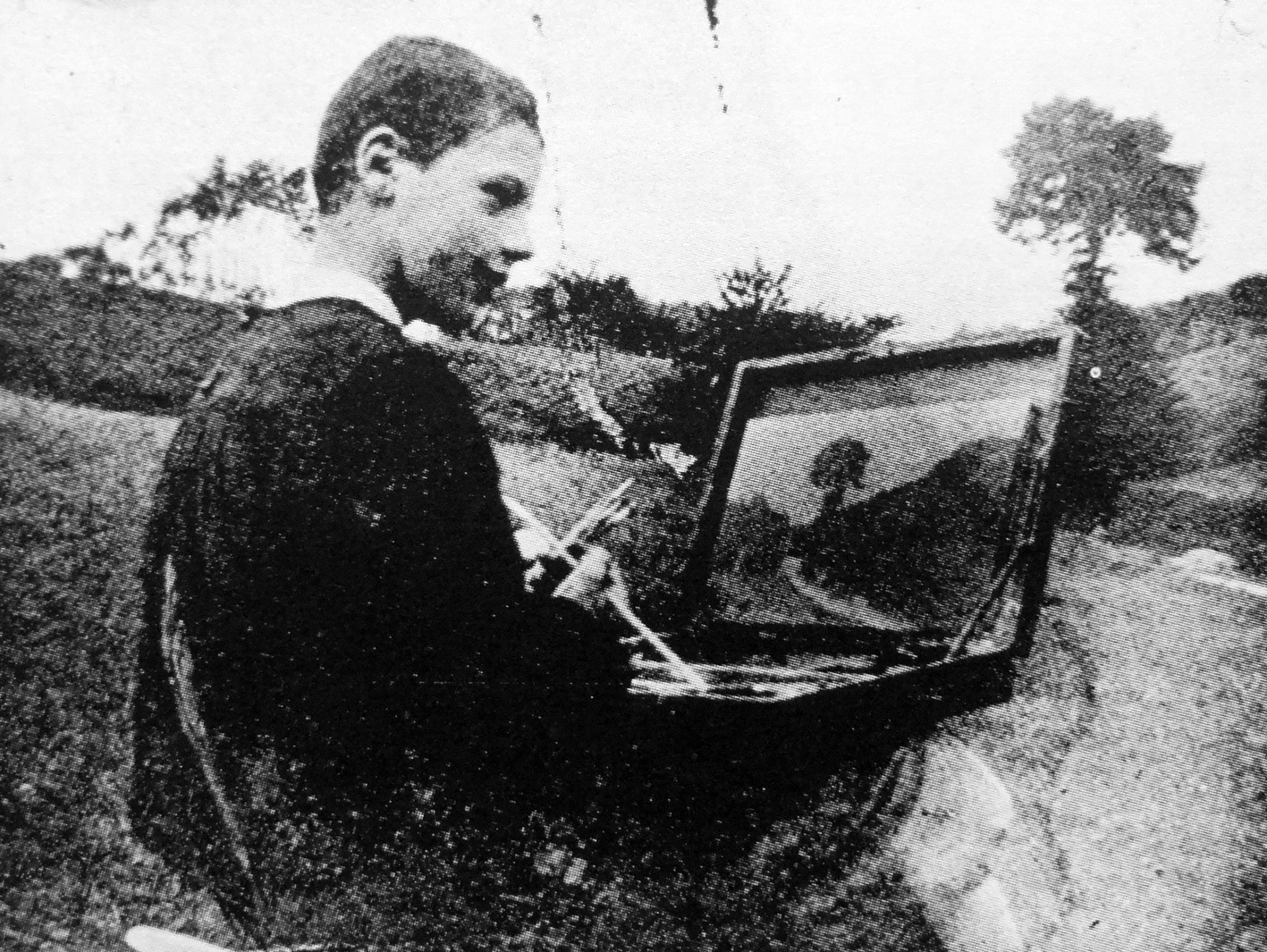
Robert Antoine Pinchon, 1898, Le chemin, olio su tela, 22 x 32 cm

Nel 1900 Robert Antoine espose un dipinto nella vetrina di un negozio di cineprese di proprietà di Dejonghe e Dumont in rue de la République, una delle arterie principali del centro di Rouen.
Sebbene non fosse un posto da esposizione, era comunque visibile al pubblico e situato a pochi metri dall’Hôtel du Dauphin et d'Espagne, noto per le sue mostre di artisti come Paul Gauguin, Claude Monet, Camille Pissarro, Edgar Degas, Pierre-Auguste Renoir, Paul Cézanne, Armand Guillaumin e Alfred Sisley. Il critico d'arte Georges Dubosc scrisse un articolo sulla pittura di Pinchon su Le Journal de Rouen il 16 marzo 1900.

### Studi
Robert Antoine Pinchon studiò presso il Liceo Pierre-Corneille a Rouen a cavallo fra il XIX e il XX secolo. Anche altri due studenti che erano nella sua stessa classe divennero noti artisti, nonché amici per la vita per il pittore: Marcel Duchamp e Pierre Dumont.
Frequentò corsi di disegno presso il Liceo che erano tenuti dal severo e rigoroso Philippe Zacharie, per poi diventare assistente del professore della scuola nel 1874. Nel 1879, Zacharie ottenne l'incarico di insegnare presso l'Accademia di pittura e di disegno, che più tardi sarebbe diventata la Scuola delle belle arti di Rouen. Oltre alla formazione accademica a questa scuola, Pinchon frequentò l’Académie libre, che era stata fondata nel 1895-96 da Joseph Delattre, in rue des Charrettes, un punto di riferimento per gli artisti indipendenti della nuova generazione della Scuola di Rouen.

### 1903-1914

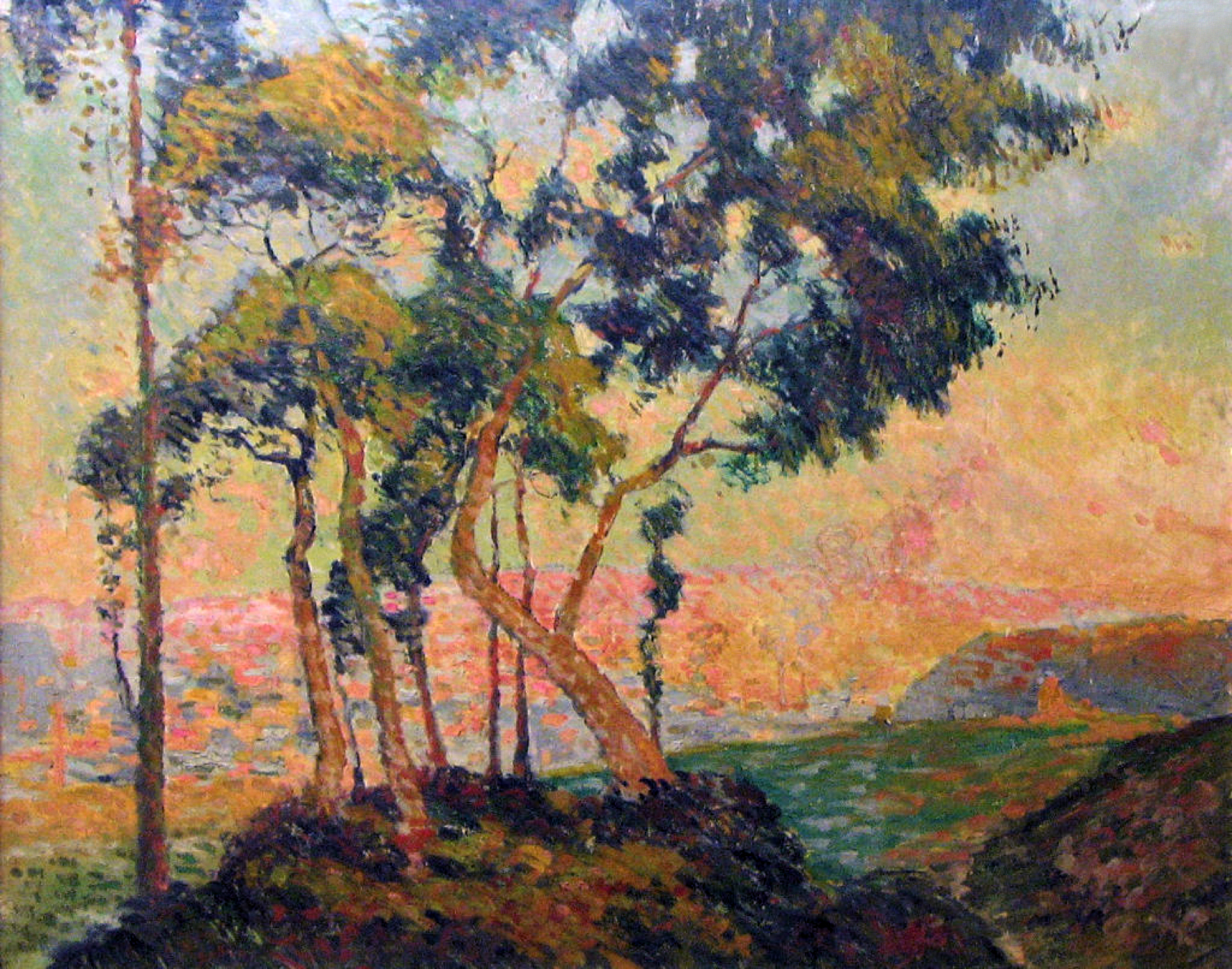
Robert Antoine Pinchon, Vue prise au Mont-Gargan soleil couchant (prima del 1909), olio su canapa, 65 x 81 cm, Musée des Beaux-Arts de Rouen

Nel febbraio del 1903 Marchel Duchamp dipinse un ritratto del suo amico Robert Antoine Pinchon. Dal 15 giugno al 31 luglio, presso il Salon Municipal des Beux-Arts di Rouen, Pinchon espose due suoi dipinti: La Lande à Petit-Couronne e La Seine à Croisset. Il critico d'arte Charles Hilbert Dufour scrisse un articolo nel quale menzionò positivamente il nome di Pinchon.

Prese parte all'esposizione delle belle arti del 1903, tenutasi a Rouen dal 14 maggio al 15 luglio, insieme a Charles Frechon, Blanche Hoschedé-Monet, e Claude Monet, il quale presentava la serie di dipinti La Cattedrale di Rouen. Il lavoro di Pinchon fu qui notato dal collezionista d'arte impressionista François Depeaux e anche lo stesso Monet rimarrà sbalordito dalle sue opere. Monet affermerà a riguardo di Pinchon che era dotato di
(Claude Monet)
Incoraggiato dal giudizio di quest'ultimo, che confermava quindi le sue impressioni, Depeaux decise di occuparsi personalmente della carriera del giovane Pinchon, acquistando per la prima volta un suo quadro e iniziando un rapporto che sarebbe durato fino al 1920.
Nel 1904 l'artista disegnò la copertina di un manifesto del Normand Theatre, in occasione di una rappresentazione di Guy de Maupassant. In seguito partecipò ad una nuova esposizione, presso il Casinò de Dieppe, ma la sua prima vera importante mostra fu l'anno successivo, quando alla Gallerie Legrip, sempre presso Rouen, dal 27 aprile fino al 13 maggio, furono esposti ben ventiquattro suoi dipinti, quando egli aveva ancora solamente diciannove anni ed era ancora uno studente dell'Accademia delle Belle Arti. Questo evento fu ben celebrato dalla stampa con due articoli: uno su La Dépêche de Rouen il 16 aprile e uno sul Journal de Rouen il 28 dello stesso mese.

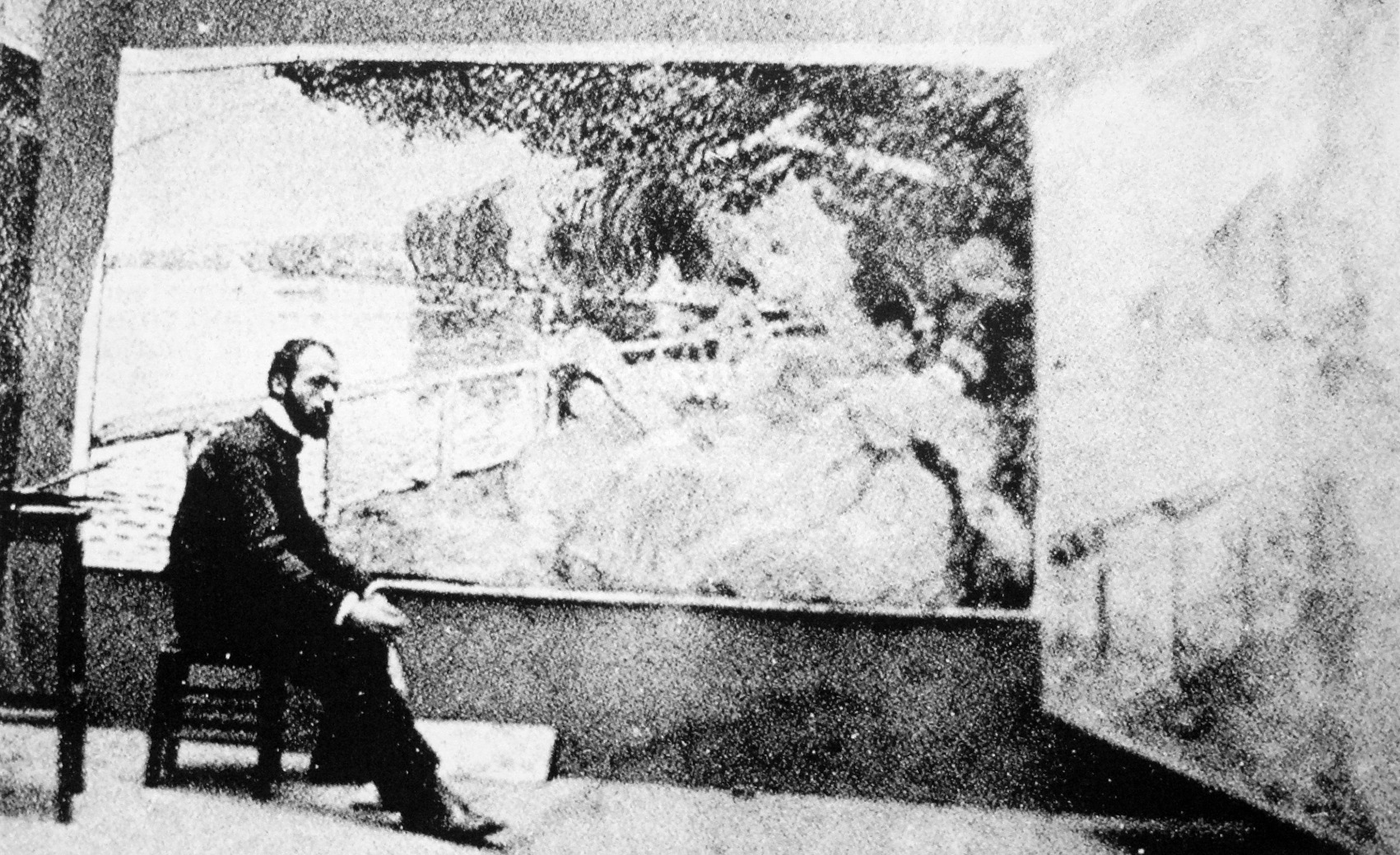
Robert Antoine Pinchon di fronte alla Bouille, pannello per l’Alhambra-Théâtre

In quell'anno le opere di Pinchon sbarcarono anche a Parigi, in occasione del Salone d'Autunno (dal 18 ottobre al 25 novembre 1905). Nel corso di quella mostra, per altro, si ha la prima esposizione al pubblico di opere prodotte da artisti facenti parte della corrente del fauvismo; questi pittori erano definiti "belve" (fauves in francese) per l'estrema violenza visiva che trasmettevano i loro dipinti, violenza frutto dell'utilizzo per la maggior parte di tonalità pure. Per quanto riguarda Pinchon, invece, la critica non accolse molto benevolmente le sue tre opere esposte: Marcel Nicolle scrisse infatti sul Journal de Rouen il 20 novembre che la sua tecnica era un po' pesante, non mancò comunque di sottolineare il coraggio del ragazzo, che così giovane aveva già dei dipinti in una mostra tanto importante. Anche se Pinchon non aveva esposto nella sala VII con i fauves, la sua tavolozza era già pura e spessa per l'impasto dei colori che vi era sopra.
Nel settembre 1906 Pinchon entrò a far parte del 39º Reggimento di Fanteria dell'esercito francese, stesso reggimento con il quale Marcel Duchamp aveva cessato il suo servizio militare.

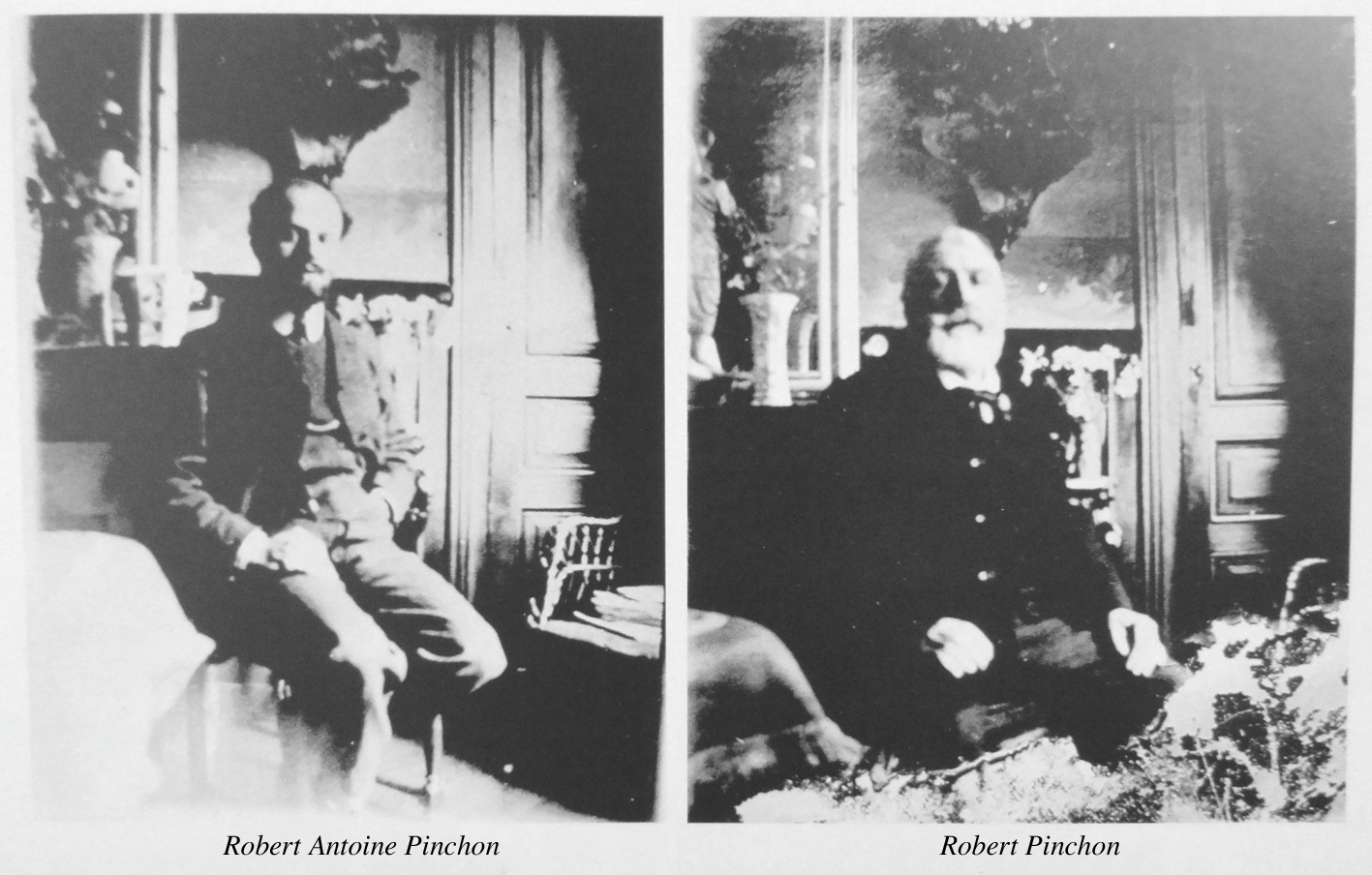
Robert Antoine Pinchon (a sinistra) con suo padre Robert Pinchon (a destra)

Nel corso di quello stesso anno l'artista, al IV Salone d'Autunno di Parigi, espose nuovamente una sua opera: Prairies inondées (Saint-Etienne-du-Rouvray, près de Rouen), (n. 1367 del catalogo del Museo di Louviers, Eure). I suoi quadri di questo periodo sono strettamente legati al fauvismo e al post-impressionismo, con colori come il giallo oro e un blu molto caldo, un impasto denso e pennellate grandi.
Su iniziativa di Pierre Dumont, ispirato dal gruppo Le Cercle de l'Art Moderne di Othon Friesz, fu creato a Le Havre il Gruppo XXX (Gruppo trenta), un collettivo di scrittori, pittori e scultori indipendenti, al quale Pinchon aderì in quello stesso anno. Il gruppo pubblicò anche un manifesto, chiamato Almanach pour 1908 e contava tra i suoi componenti molti artisti provenienti dall'area di Rouen, quali Matisse, Derain, Dufy e Vlaminck.
Tra il 15 e il 25 marzo 1909, presso Parigi, ebbe luogo la prima mostra personale di Pinchon, alla Galerie des Artistes Modernes, gestita da Chaine e Simonson, con trenta opere in catalogo. L'evento portò a molte vendite e fu circondato da una buona attenzione dei media e fu seguito a ruota da altre due importanti esposizioni: una alla Gallerie Legrip di Rouen il 30 giugno e la seconda dal 13 novembre fu una grande mostra al Museo delle Belle Arti, sempre presso Rouen, con cinquantadue dipinti in catalogo: tre di Monet, nove di Sisley, due di Guillaumin, uno di Renoir, tredici di Lebourg, cinque di Delattre, due di Freshon e quattro di Pinchon.
In quello stesso anno Pinchon, Dumont, Hodé e Trivert, fondarono la Société Normande de Peinture Moderne, alla quale aderirono Braque, Matisse, Dufy, Derain, Marquet, Friesz, Picabia e La Fresnaye. Sempre nel 1909, quando egli aveva solo 23 anni, ben quattro dei suoi dipinti entrarono a far parte della collezione del Museo delle Belle Arti di Rouen.
Il 1910 è stato un anno prolifico per Pinchon. Egli infatti partecipò ad un continuo susseguirsi di eventi: alla Gallerie Legrip di Rouen (maggio), alla Gallerie di Mme le Bas, a Le Havre (luglio), alla terza esposizione della Société Normande de Peinture Moderne (15 giugno - 15 luglio), in quest'ultima mostra Pinchon si presentò con dodici opere al fianco di Dufy, Lothe, Léger, Gleizes, Gris, Picabia e Duchamp. La successiva esposizione fu l'ottavo Salone degli Artisti di Rouen, seguita dalla quarta esposizione della Société Normande de Peinture Moderne, organizzata dallo stesso Pinchon, in collaborazione con Duchamp.
Nella prima metà del 1914, precedentemente alla sua partenza per la guerra, Pinchon partecipò ad altre due mostre, tra le quali l'ultima esposizione della Société Normande de Peinture Moderne, alla quale presero parte anche Utrillo, Friesz, Guillaumin, Luce e Vlaminck.

### Prima guerra mondiale

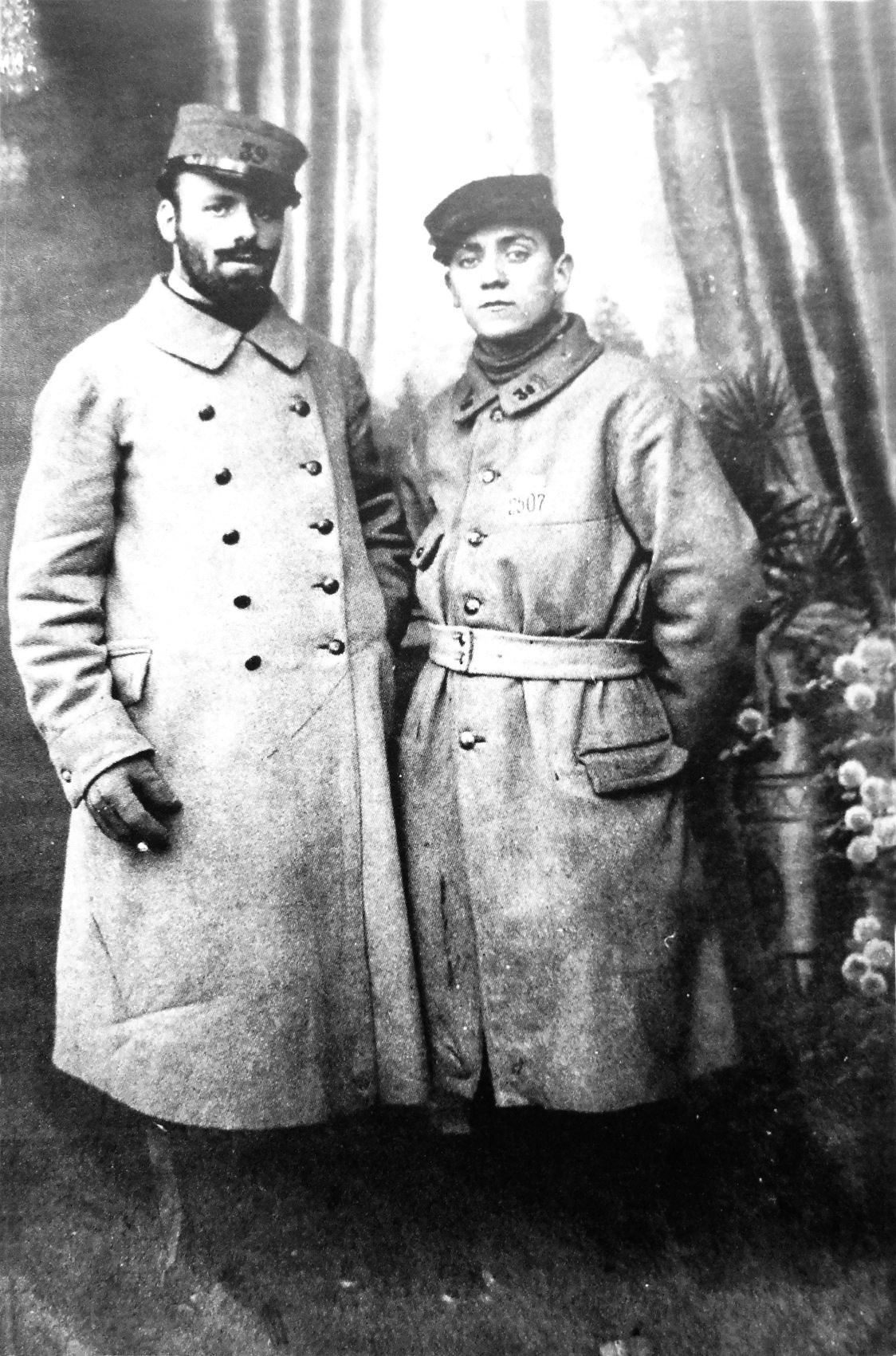
Robert Antoine Pinchon (a sinistra) e un amico come prigionieri di guerra durante la prima guerra mondiale, Germania 1917

La dichiarazione di guerra nel 1914 segnò una grave frattura nella storia della cultura europea e nella vita e nella carriera di Robert Antoine Pinchon, che fu mobilitato il 5 agosto 1914 per raggiungere Bernay. Pinchon fu ferito alla gamba destra da una scarica di mortaio tedesco durante la Prima battaglia della Marna e fu rimpatriato e trasportato in un ospedale di Saint-Céré. Una volta che ebbe recuperato, fu rimandato al fronte, ma durante gli aspri combattimenti nel villaggio di Tahure il 6 ottobre, il pittore fu ferito ancora una volta, questa volta da una scheggia al braccio destro.
All'inizio del 1916, Pinchon venne rimandato al fronte per la terza volta. Dopo vari assalti offensivi falliti, i tedeschi riuscirono ad ottenere il controllo della costa francese vicino Damloup. Robert Antoine Pinchon diventato un prigioniero di guerra venne deportato a Gerichshain, in Germania (a est di Lipsia). Suo padre organizzò per un suo dipinto la partecipazione ad una mostra, il IX Salon des Artistes rouennais (aprile - maggio 1917). Pinchon rimase prigioniero in Germania dall'autunno 1916 fino all'autunno 1918, ma fu in grado di creare diversi quadri mentre era in carcere. Nel frattempo i lavori di Pinchon furono esposti nuovamente alla Galerie Legrip a Rouen.
Durante questo periodo difficile, uno dei dipinti di Pinchon (Le Coteau d'Amfreville, près Rouen) venne esposto al Musée du Jeu de Paume a Parigi nel 1917, in una mostra dedicata agli artisti che avevano perso la loro vita in guerra, che erano stati prigionieri di guerra o che ancora stavano combattendo: l’Exposition des peintres aux Armées.

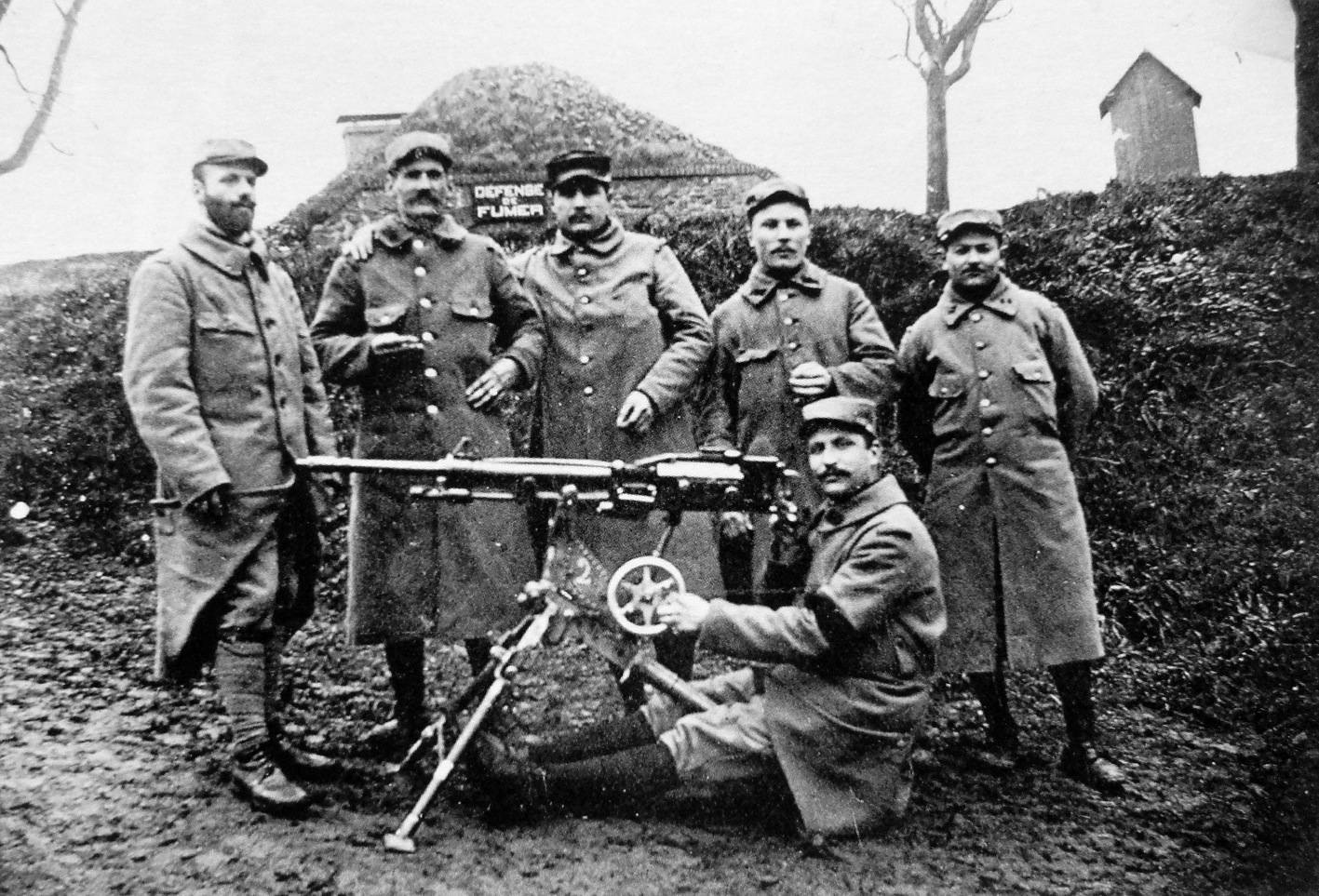
Robert Antoine Pinchon (a sinistra) durante la prima guerra mondiale

In una data che rimane sconosciuta, Pinchon è riuscito a fuggire dalla prigionia. Dopo essere passato attraverso la Svizzera, l'Italia e una gran parte della Francia riuscì a raggiungere la sua città natale, Rouen, il 20 dicembre 1918. Proprio in quei giorni, era in corso una mostra al Musée des Beaux-Arts de Rouen. Pinchon era rappresentato da quattro dipinti, insieme a Pierre Bonnard, Eugène Boudin, Camoin, Henri-Edmond Cross, Guillaumin, Lebourg, Luce, Henri Matisse, Claude Monet, Paul Signac e Édouard Vuillard. Pinchon era stato etichettato come prigioniero di guerra nel catalogo.
Come molti di coloro che sono sopravvissuti alla Grande Guerra, Pinchon è rimasto scioccato, deluso e amareggiato dalle sue esperienze. Egli ha espresso il parere che i suoi quattro anni di servizio militare e la prigionia avevano "sconvolto" la sua carriera. Per quattro anni di fila, era stato accettato al Salon d'Automne, ma senza riuscire a soddisfare le aspettative di quelli che lo conoscevano. Pinchon continuò ad affrontare artisticamente sfide difficili, ma ritornò anche alla pittura di ciò che amava di più: i grandi spazi aperti.

### 1918-1923

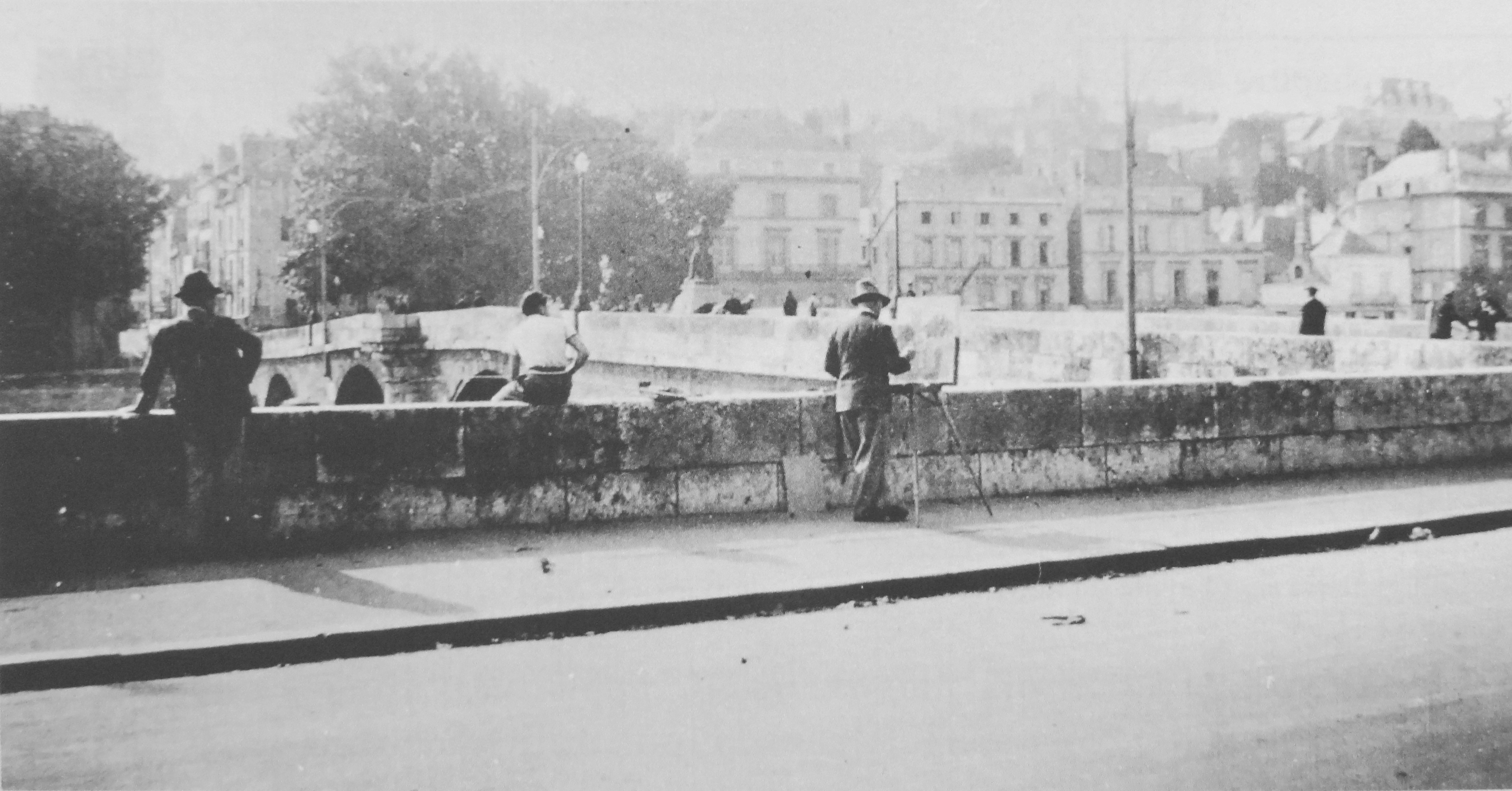
Robert Antoine Pinchon che dipinge su un ponte

Dopo essersi ancora una volta riunito con la sua famiglia e con gli amici al 49 di rue des Armand Carrel a Rouen, l'8 maggio 1919 Pinchon presentò numerose opere, tra cui tre che aveva creato da prigioniero di guerra, al X Salon des Artistes rouennais. Queste stesse opere furono esposte di nuovo a Parigi in ottobre. Nel novembre di quell'anno, Pinchon viene ancora una volta chiamato a tenere una mostra al Salon d'Automne di Parigi. Il 24 gennaio 1921 Robert Antoine Pinchon e Elise Louise Joséphine Bance si sposarono. Nel mese di aprile il pittore espose i suoi quadri sia alla Galerie Legrip che al Musée de Rouen (alla 39ª esposizione del Beaux-Arts de Rouen) insieme a Pierre Bonnard, Henri-Jean-Guillaume Martin, Albert Lebourg, Pierre-Albert Marquet e Édouard Vuillard. Nel maggio dello stesso anno Pinchon tenne una mostra ancora al Salon des Artistes rouennais per l'XI edizione di questo evento. Nel dicembre del 1922 nacque il suo primo figlio Claude Pinchon.
Dal 1923 in poi, per evitare confusione con un altro artista di nome Robert Henri Pinchon, il pittore ha cominciato a firmare i suoi quadri Robert A. Pinchon.

### 1924-1938
Nel 1925 Pinchon divenne vice presidente del XVI Salon de la Société des Artistes Rouennais et de Normandie.
Nel 1926 ancora una volta tenne una mostra personale a Parigi, questa volta alla Galerie AM Reitlinger, con 45 dipinti in mostra dal 16 febbraio al 4 marzo. Uno dei dipinti esposti venne acquistata dallo Stato: Barque échouée, Saint-Valery-en-Caux. Nel frattempo, a Rouen, un'altra mostra alla Galerie Legrip era in procinto di mostrare le sue opere.
Poco tempo dopo lo spettacolo alla Galerie Reitlinger, venne pubblicato un libro da Julia Pillore, alias Léon de Saint-Valéry, una critica d'arte, madrina di Marcel Duchamp, sorellastra di Lucie Duchamp e moglie del pittore Paulin Bertrand. Julia Pillore è stata una delle prime donne in Francia ad ottenere una laurea in filosofia.
Il 1926 uscì il libro che si intitolava Tendances d'arte; les formes peintes, les impressionnistes, les classiques, les tourmentés et les aberrés volontaires. Appena prima di esaminare la tecnica di Paul Signac, Léon de Saint-Valéry chiarisce alcuni aspetti interessanti dell'opera di Pinchon:

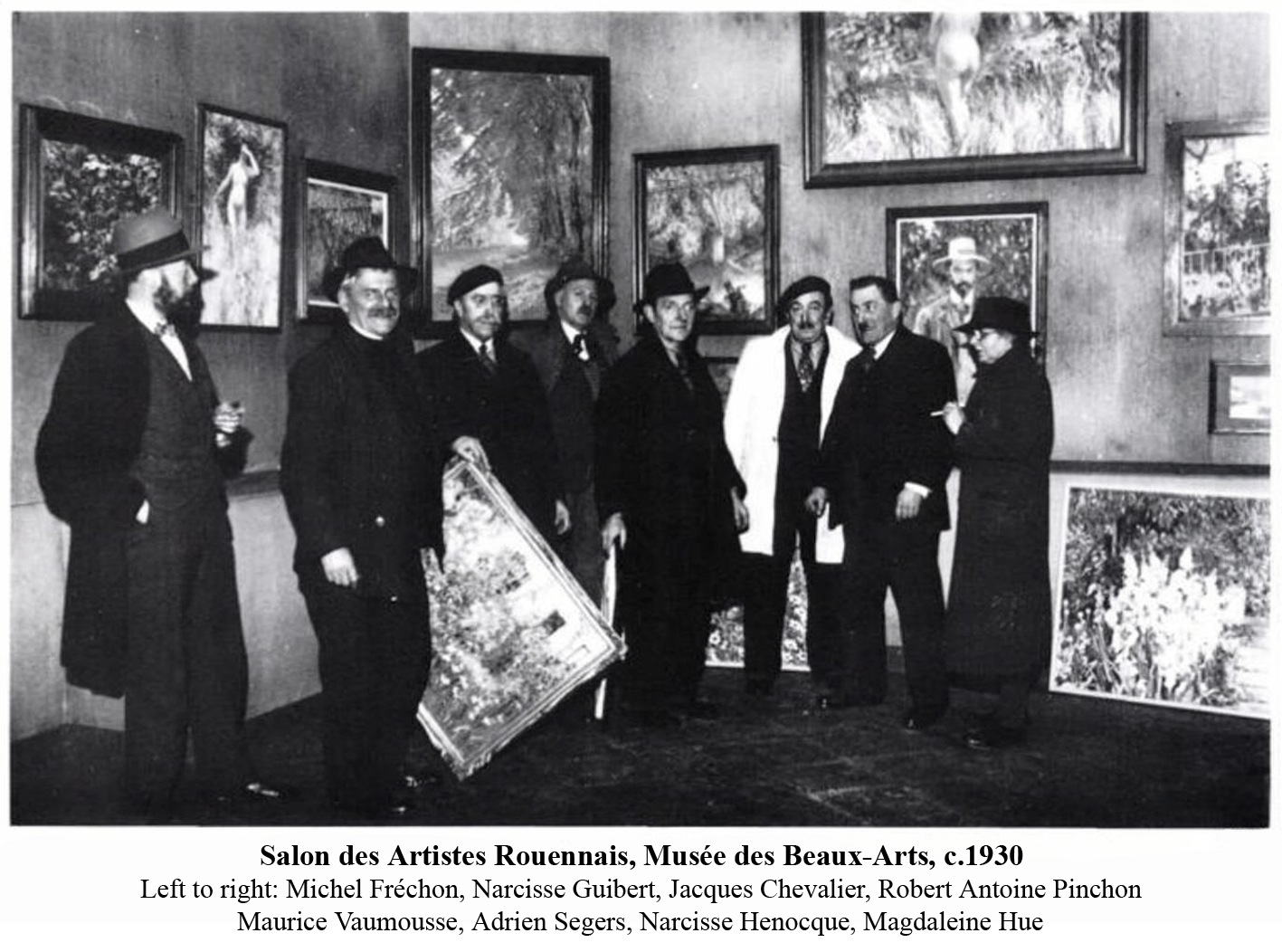
Salon des Artistes Rouennais, Musée des Beaux-Arts de Rouen, c.1930, Pinchon in piedi, quarto da sinistra

A Parigi, dal 26 gennaio al 16 febbraio 1929, alla Galerie Reitlinger vennero esposti 31 dipinti e quattro disegni di Pinchon. A maggio, Pinchon partecipò al Salon des Artistes Français. Allo stesso tempo, le sue opere vennero incluse nel XX Salon des Artistes rouennais.
Quattro mesi più tardi la Grande depressione avrebbe colpito quasi tutti i paesi con effetti devastanti a Parigi intorno al 1931. Nonostante il panorama economico desolante, Pinchon diventò un membro della Société des Artistes Français (SAF). Paul Émile Chabas era presidente all'epoca e il signor Reitlinger era incaricato di distribuire i premi per le opere esposte al Salone, che aprì il 18 febbraio. Pinchon espose 30 dipinti in mostra al Grand Palais.
Nel 1931 l’Union des Chambres de commerce et des marittime porte français commissionò a Pinchon una tela raffigurante il porto di Rouen. Questo lavoro, un trittico, è esposto presso la Paris Colonial Esposizione, che è stata visitata da oltre 33 milioni di persone da tutto il mondo. Grazie al lavoro commissionato, Pinchon colse l'occasione di collaborare con il poeta Francesco Yard in una pubblicazione chiamata La rivière, qui fait de ce quartier de Rouen comme une petite Venise, come Gustave Flaubert fece in Madame Bovary.
Il 1º luglio 1932 Pinchon venne ammesso all’Académie des Sciences, belles-lettres et arts de Rouen, a cui donò un dipinto intitolato Quai à Croisset all'accademia per l'occasione.
Nel maggio 1935 venne pubblicato un libro di Lucie Delarue-Mardrus con 25 illustrazioni di Pinchon. Contemporaneamente, al Salon des Artistes rouennais, Pinchon espose il trittico che aveva dipinto per la Camera di Commercio. Altri artisti rappresentati in quella mostra furono Hubert Robert, Claude-Joseph Vernet, Cochin, Huet, Auguste -Louis Lepère, Monet, Lebourg e Martin des Batailles (Jean-Baptiste Martin). Pinchon era ormai considerato il presidente del Salon des Artistes rouennais.
Nel 1936, nel 1937 e nel 1938, Pinchon espose più volte: al Salon des Artistes 27 rouennais (Rouen), alla Galerie Reitlinger (Parigi), alla Galerie des Artistes Modernes (Parigi), alla Maison la Culture (Rouen) e ad altri spettacoli nella Galerie Legrip (Rouen). Egli illustrò anche i due volumi di un libro intitolato Cathédrales et Eglises Normandes, pubblicati il primo nel 1936 e il secondo nel 1937 dall'architetto Pierre Chirol.

### 1939-1943
Con un'altra guerra mondiale che incombeva, il 1939 fu l'inizio di un periodo difficile, non solo per Pinchon e per altri artisti, ma per la stragrande maggioranza delle nazioni del mondo. Pinchon era profondamente addolorato per la follia umana che stava portando ad una tale svolta degli eventi. Né lui né nessun altro avrebbe potuto immaginare le perdite umane e la distruzione che avrebbero avvolto Rouen. Eppure, nonostante la carneficina che ne seguì, la speranza e l'ottimismo degli artisti non erano del tutto scomparsi. Il XXX Salon des Artistes rouennais andò avanti come da programma, con la sua apertura il 19 maggio 1940; tuttavia, a causa della gravità della situazione, fu chiuso due giorni dopo. Il primo bombardamento sulla città iniziò il 5 giugno, seguito da un esodo di massa. L'8 giugno alle 22:00 i primi carri armati tedeschi passarono su la Route de Neufchatel, molto vicino alla residenza Pinchon.
Nel 1941 Pinchon collaborò ancora una volta con Pierre Chirol, disegnando le illustrazioni per il suo nuovo libro, scritto a quattro mani con René Herval, intitolato Rouen à travers les âges.
Pinchon esibì per l'ultima volta i suoi lavori tra il 16 maggio e il 15 giugno, presso l’Hôtel de la Couronne a Rouen. Dopo questa mostra che, nonostante i tempi difficili, aveva avuto una discreta risonanza dal punto di vista della stampa e delle vendite, Pinchon partecipò a un'altra pubblicazione: Rouen et l'Exode, che fu una collaborazione di venti artisti dell'Alta Normandia in aiuto dei colleghi imprigionati.
Robert Antoine Pinchon morì il 9 gennaio 1943 a Bois-Guillaume all'età di 56 anni.

## Onori
Quattro strade della regione di Seine-Maritime in Alta Normandia sono state chiamate in ricordo di Robert Antoine Pinchon: a Barentin, a Bois-Guillaume, a Le Mesnil-Esnard, e a Pavilly. Inoltre anche una piazza di Rouen porta il suo nome.

## Dipinti

Ponti
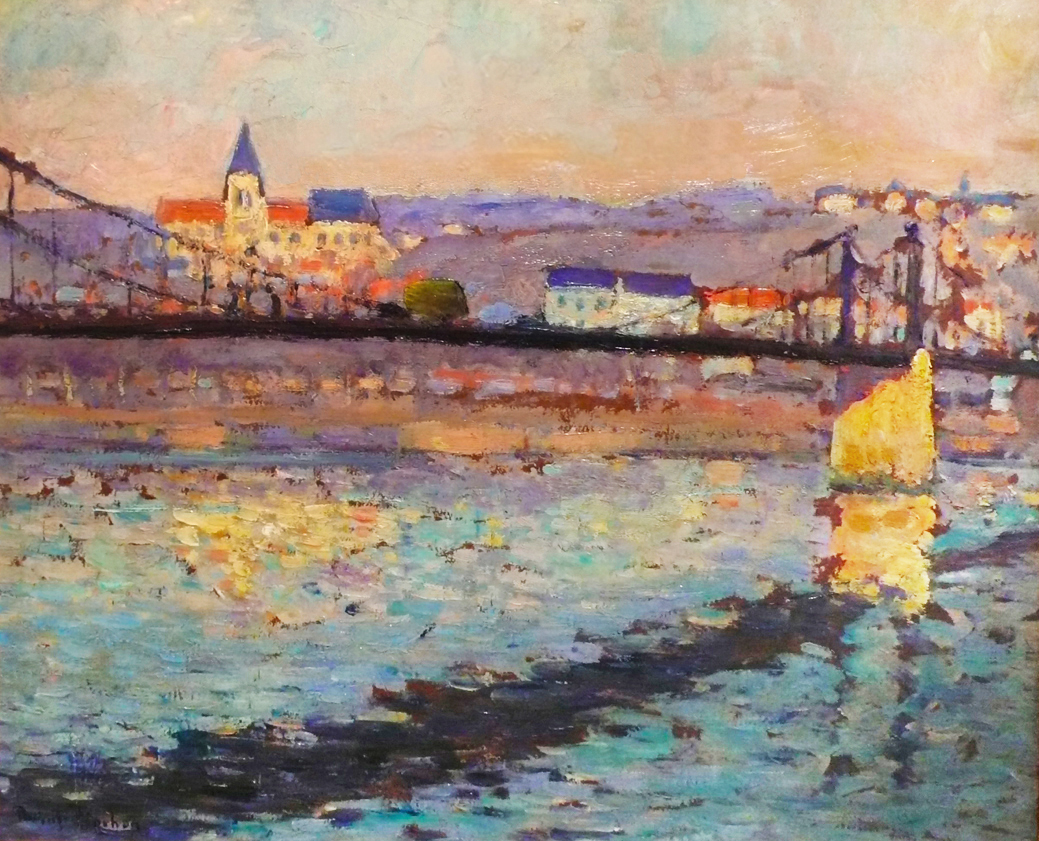
1904, Triel sur Seine, le pont du chemin de fer, 46 x 55 cm
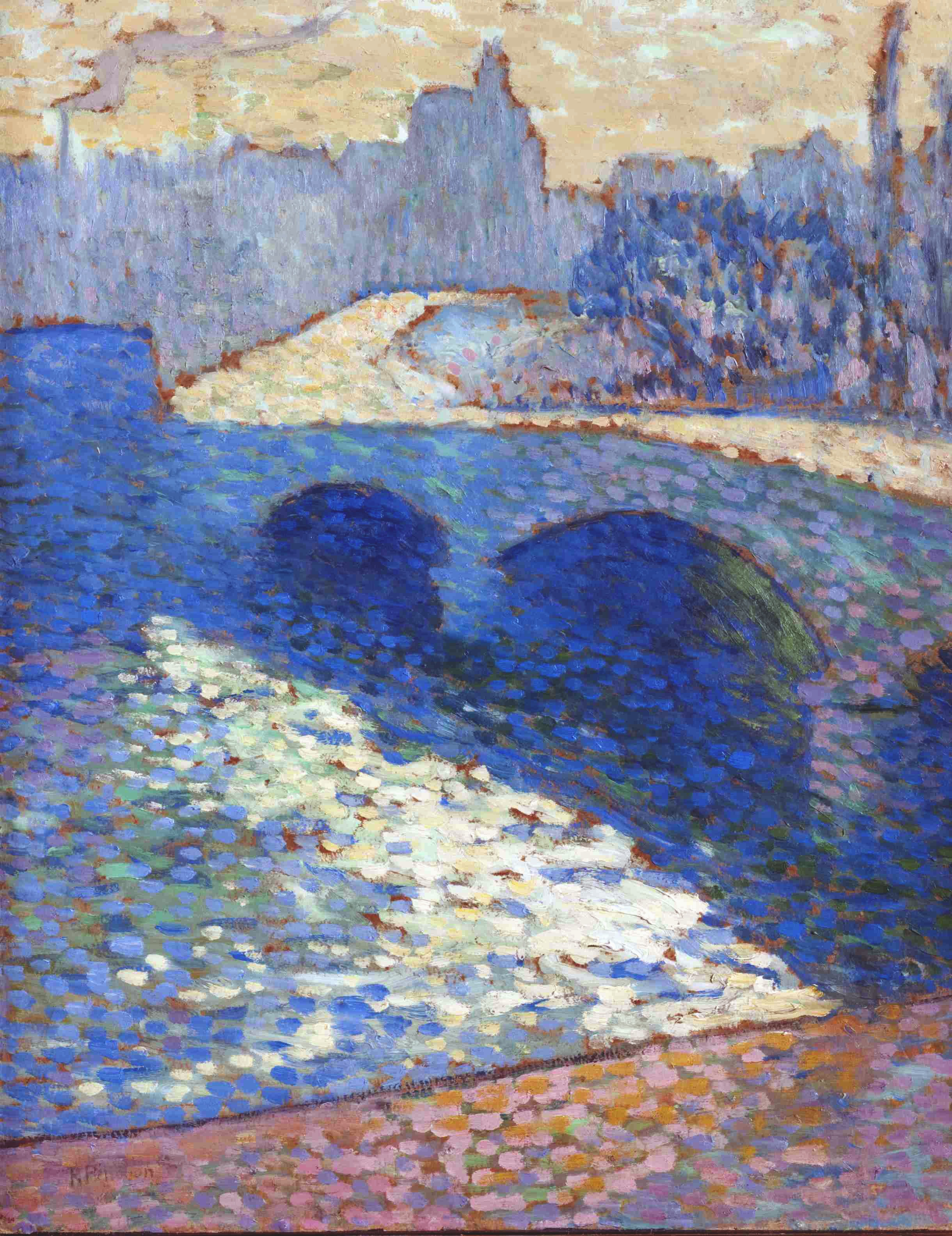
1905, La Seine à Rouen au crépuscule, olio su cartone, 65 x 54 cm
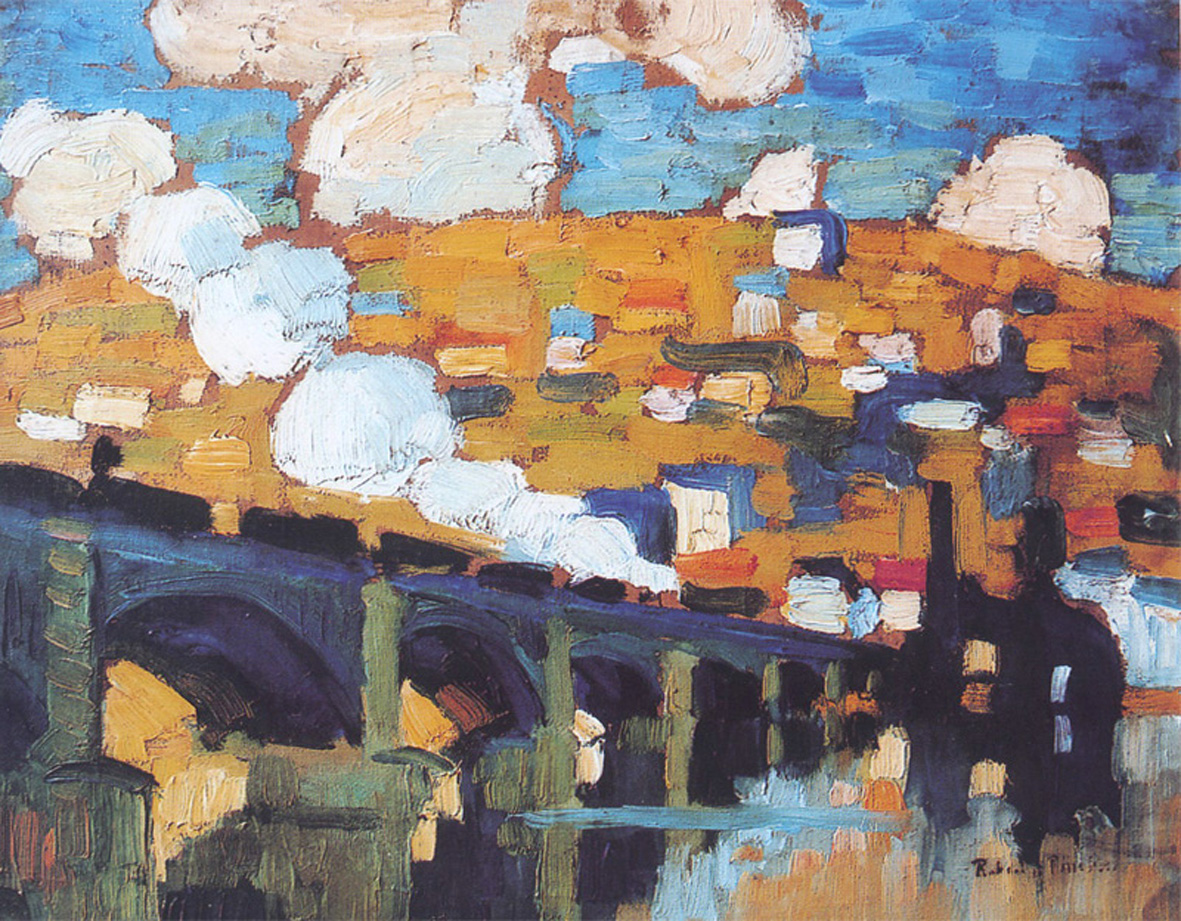
1905, Le Pont aux Anglais, Rouen, olio su tela, 32 x 47 cm, collezione privata
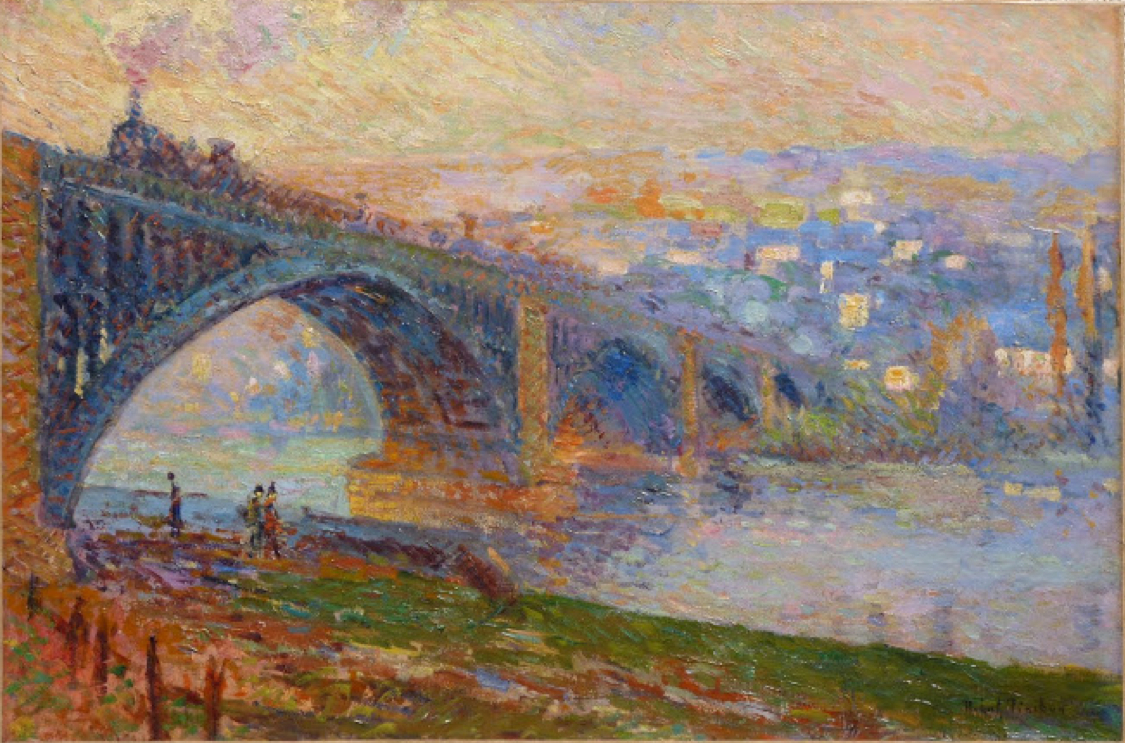
Rouen, Le Pont aux Anglais. Questo lavoro è strettamente collegato a Le Pont aux Anglais, soleil couchant, Musée des Beaux-Arts de Rouen

Fiori e giardini
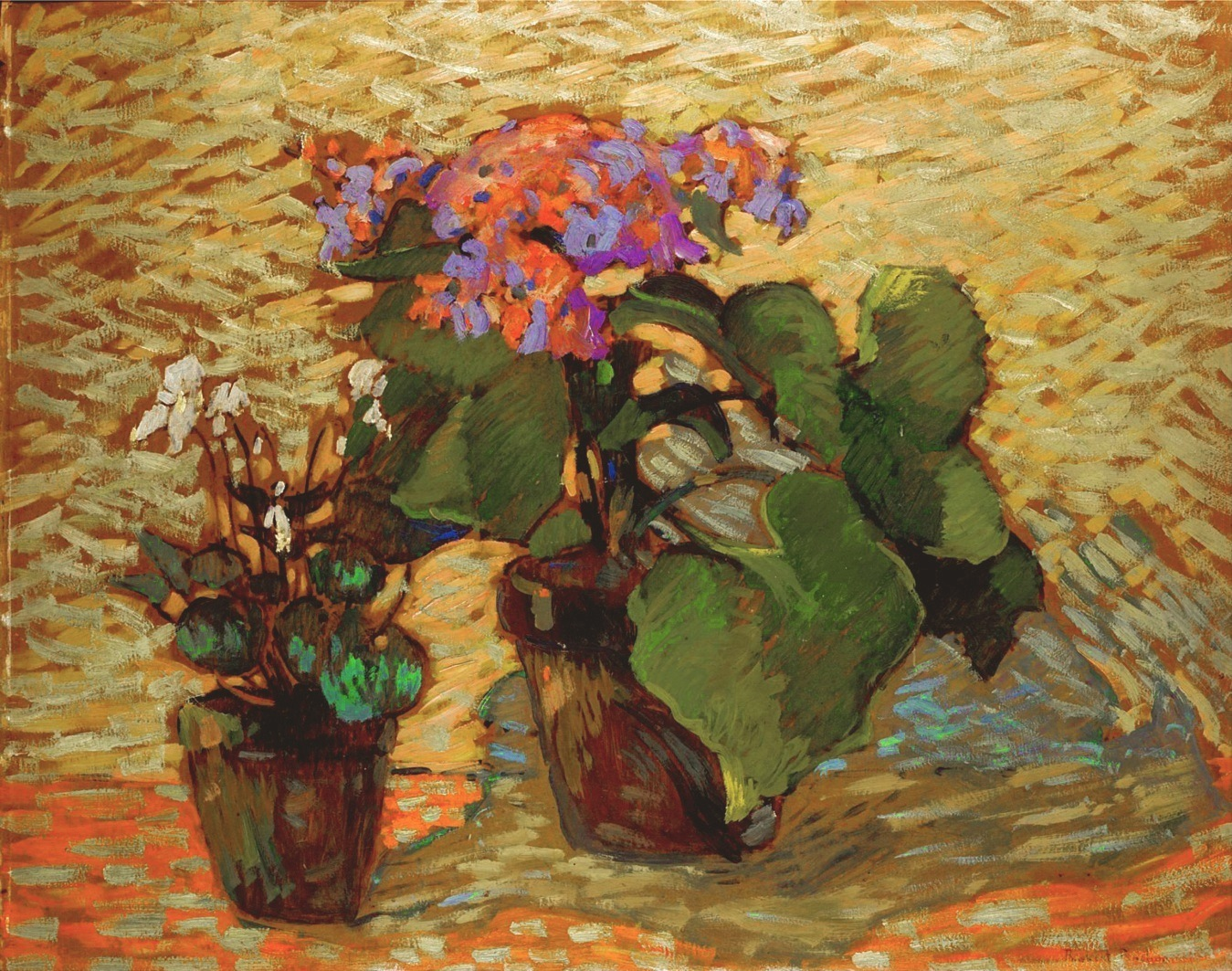
1915-20, Pots de géraniums, olio su tavola, 72.8 x 91.5 cm
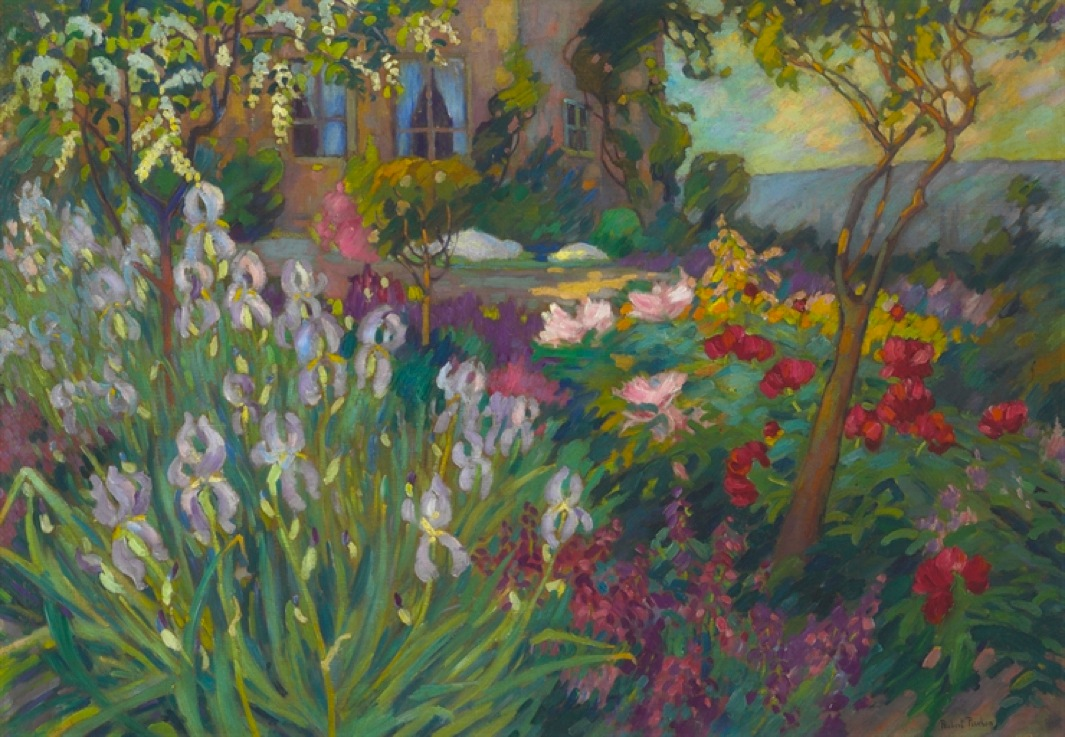
c.1920, Le jardin aux iris, olio su tela, 80.9 x 116.2 cm
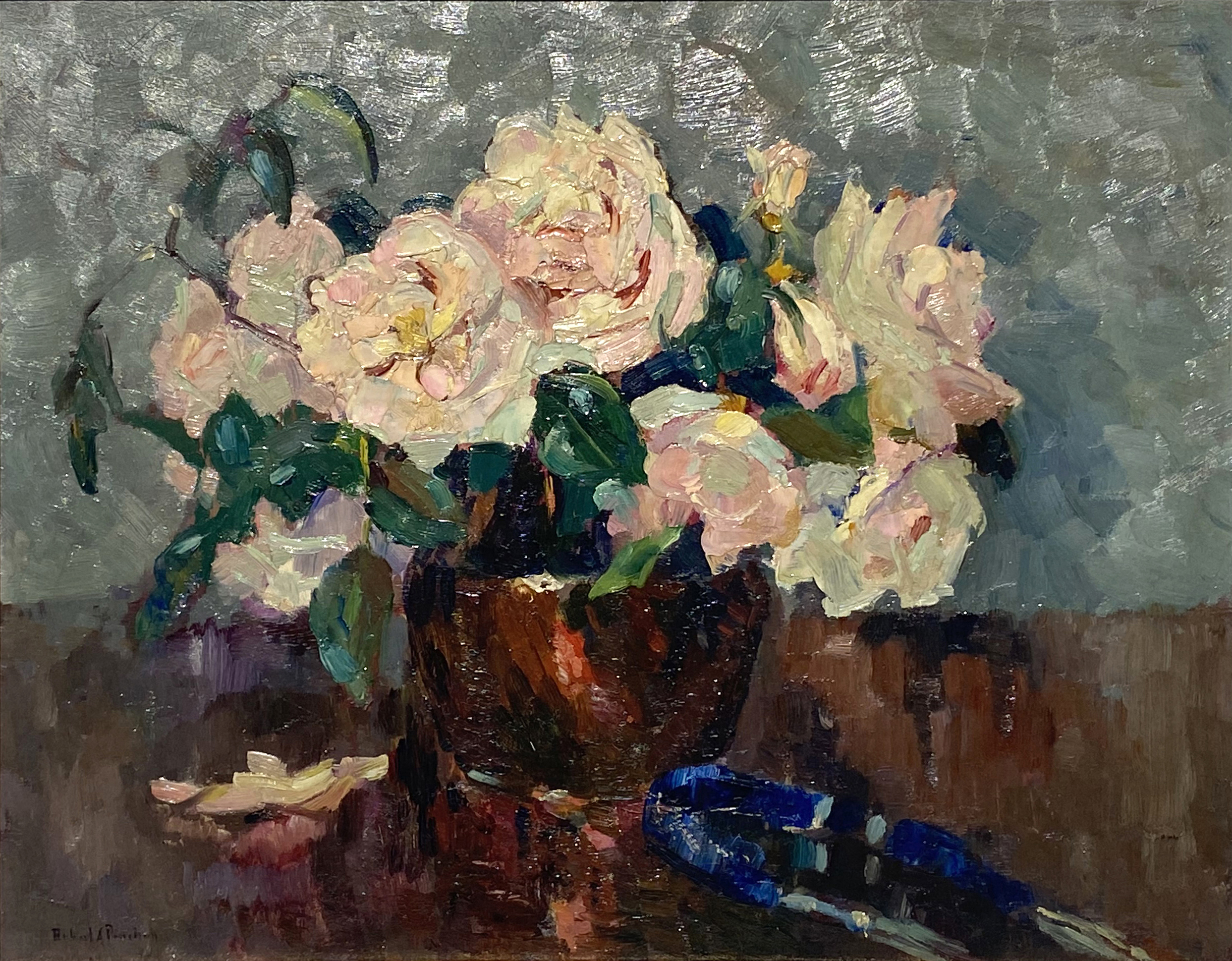
c. 1915, Fleurs dans un vase, olio su tavola, 43 x 56 cm
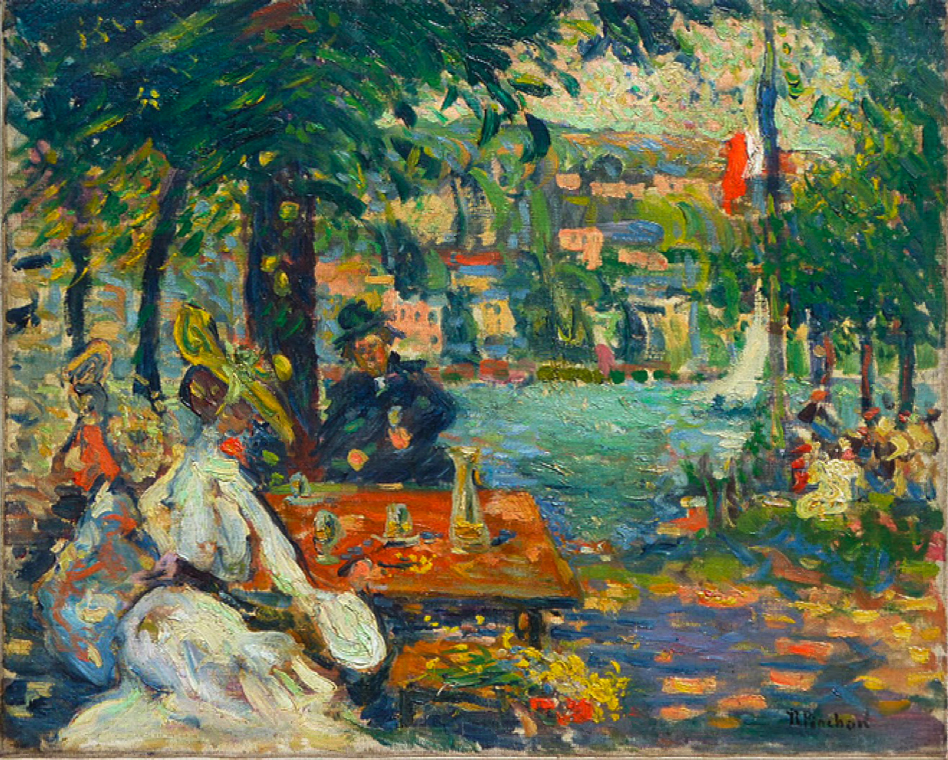
Un après-midi à l'Ile aux Cerises, Rouen, olio su tela, 50 x 61.2 cm

Porti e navi
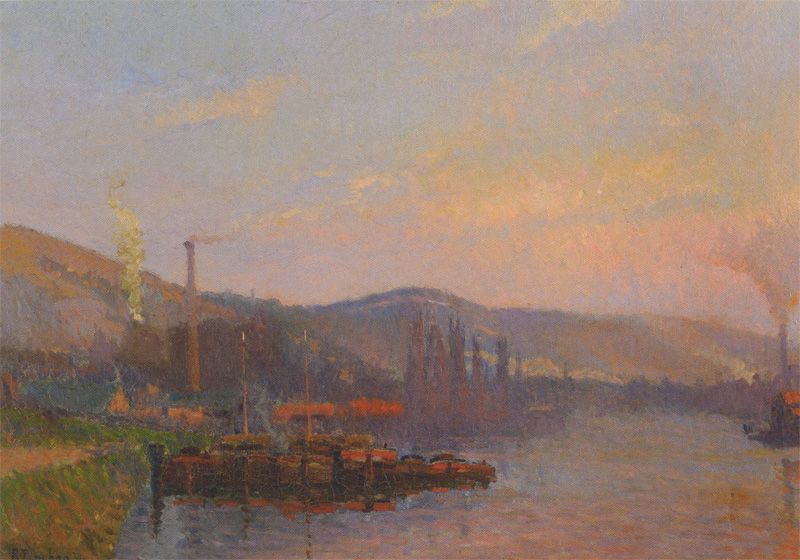
1904, Le Pré-aux-Loups, soleil couchant, olio su tela, 50 x 73 cm, collezione privata
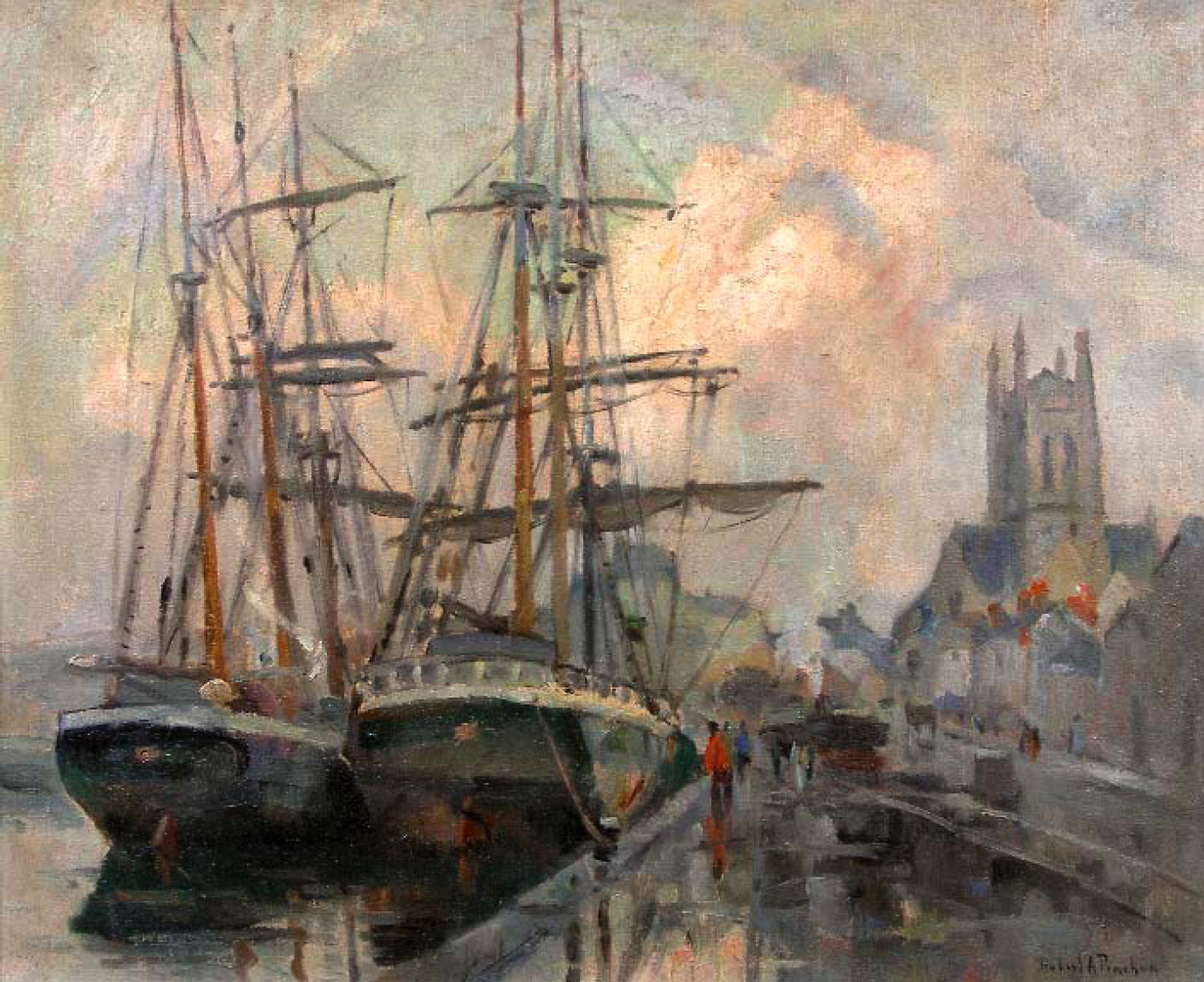
Le port de Fécamp, olio su tela, 60 x 73 cm
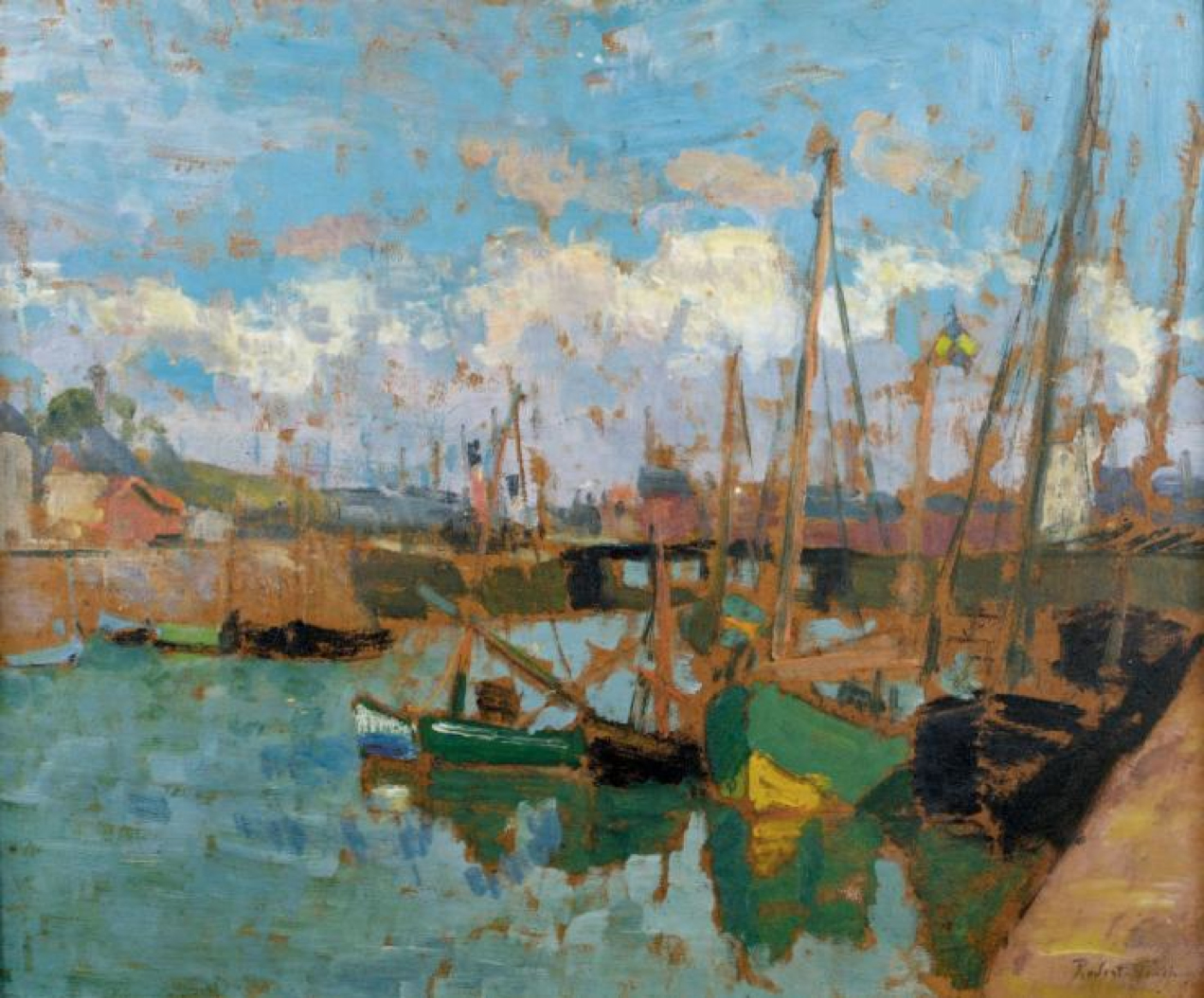
Bateaux au port, olio su cartone, 46 x 55 cm
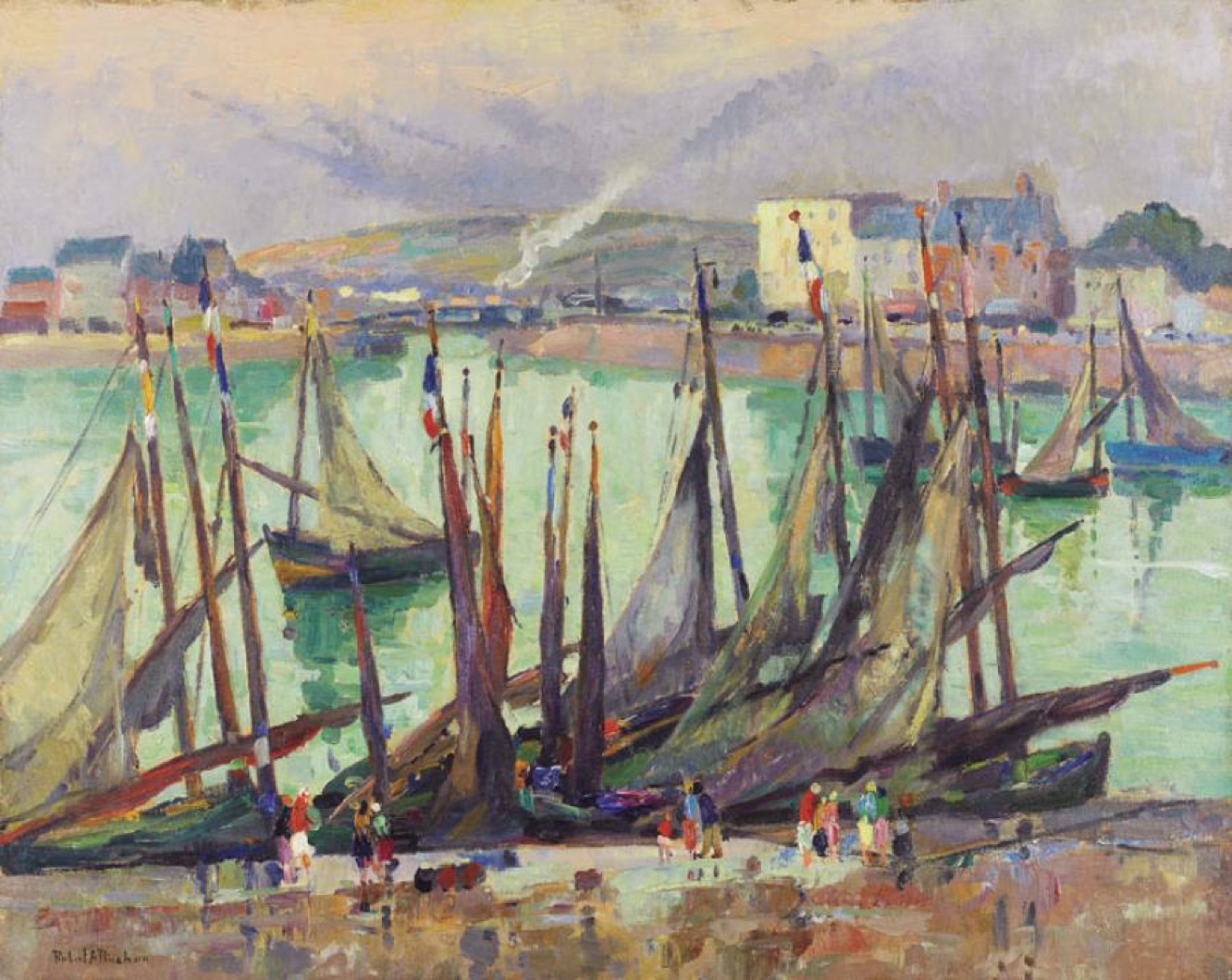
Vue du Tréport, olio su tela, 65 x 81 cm

Paesaggi e campi
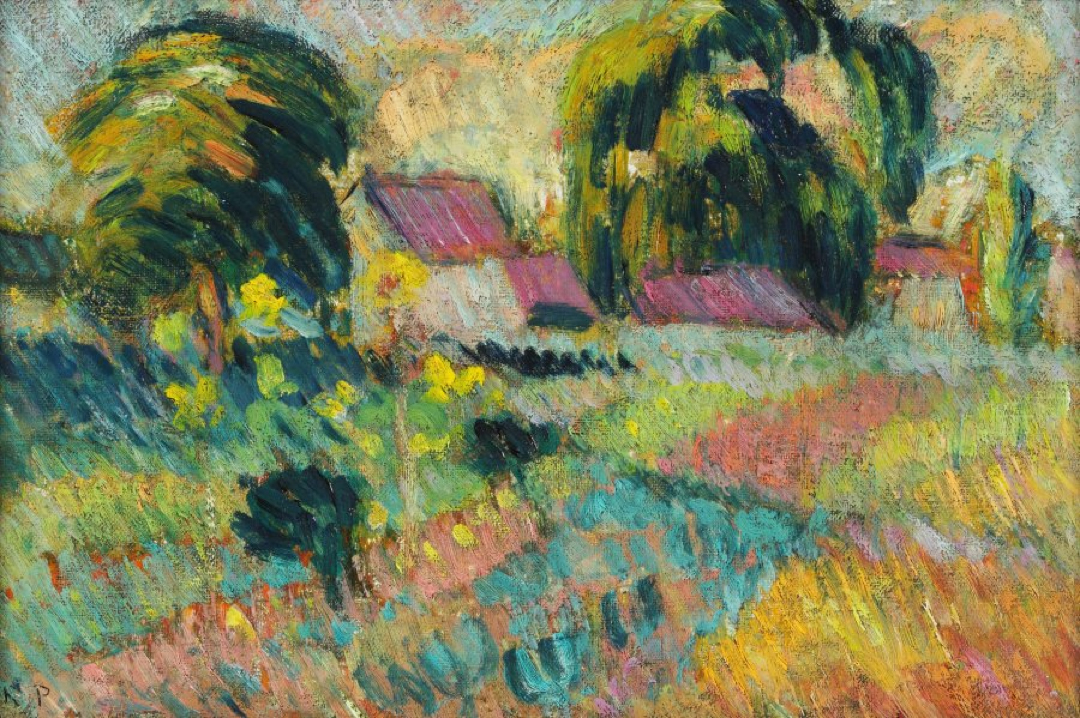
c. 1905, Hameau des environs de Rouen, olio su tela, 22 x 33 cm
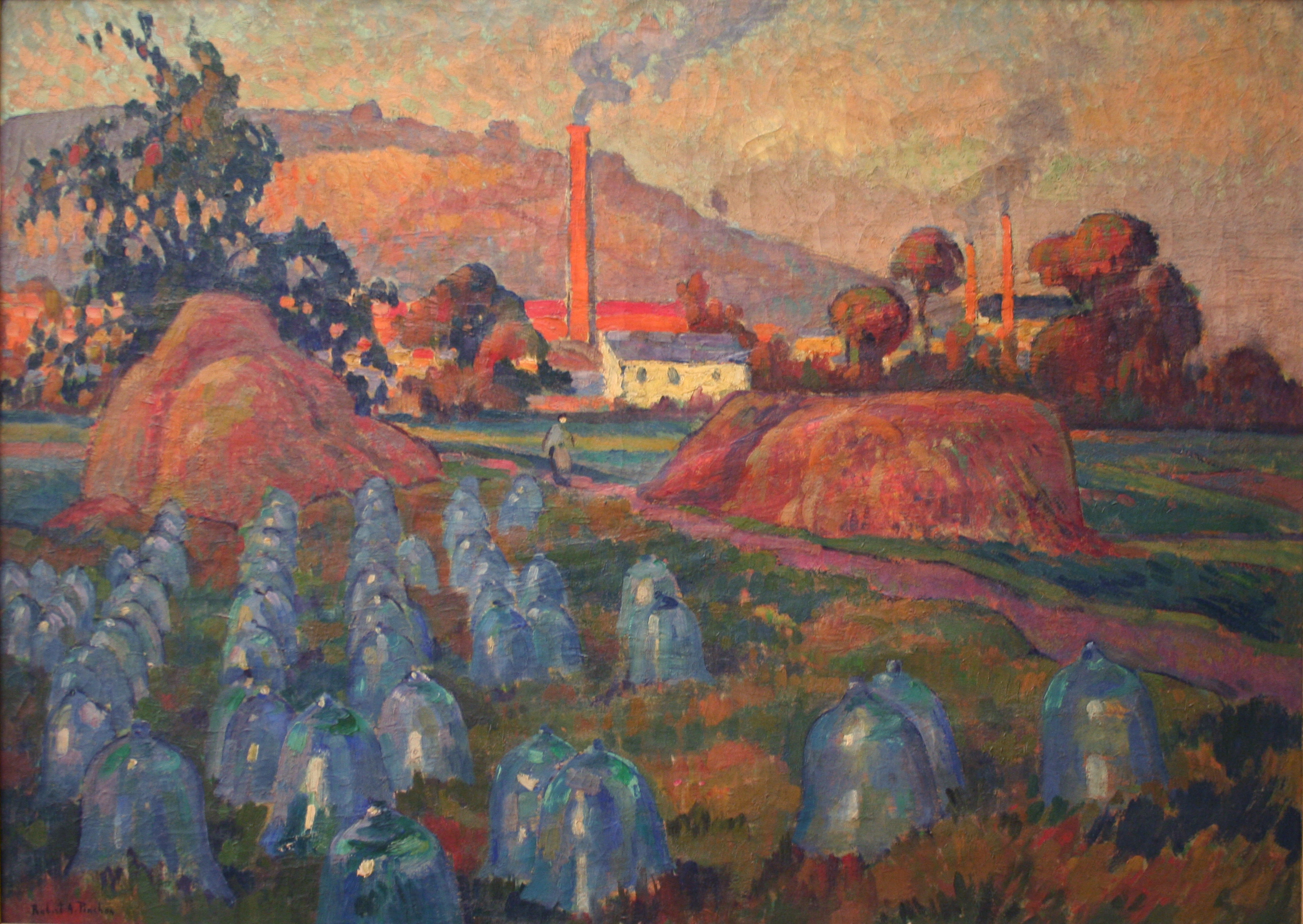
1921, Le Jardin maraicher, olio su tela, 74 x 100 cm, Musée des Beaux-Arts de Rouen
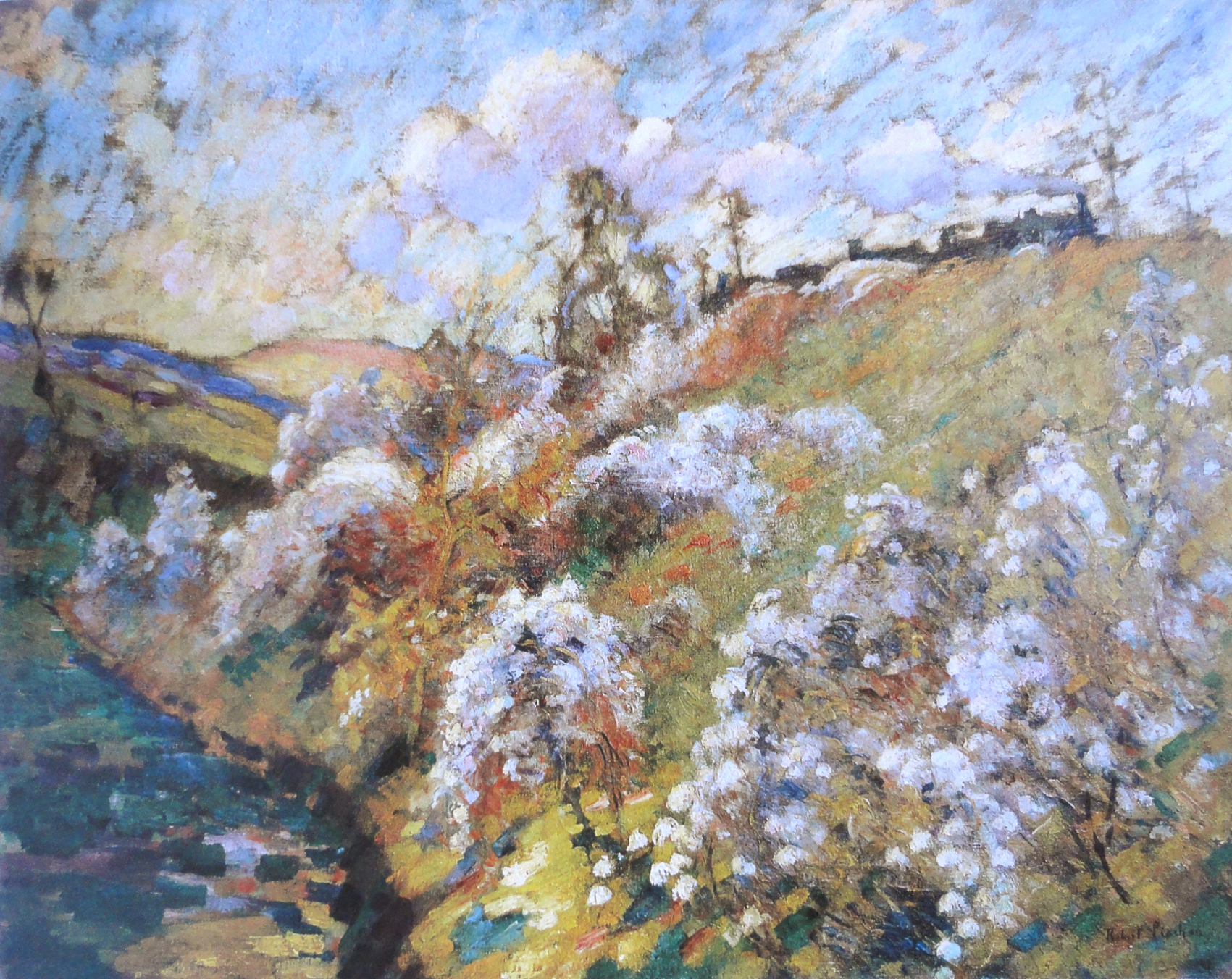
1912, Le Talus de chemin de fer, olio su tela, 81 x 100 cm
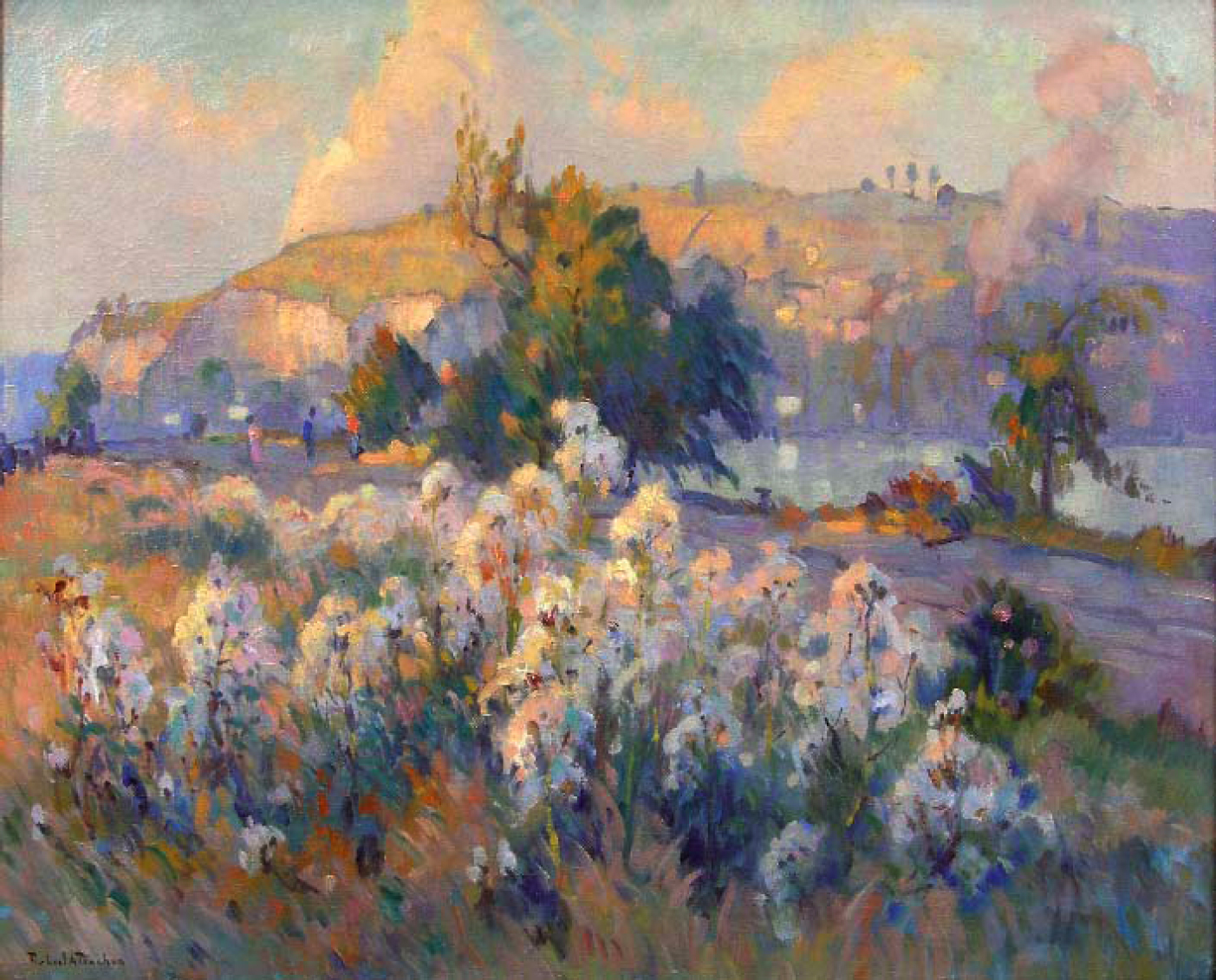
Les chardons en bord de Seine (Chardons en fleurs), olio su tela, 65 x 81 cm

Fiumi
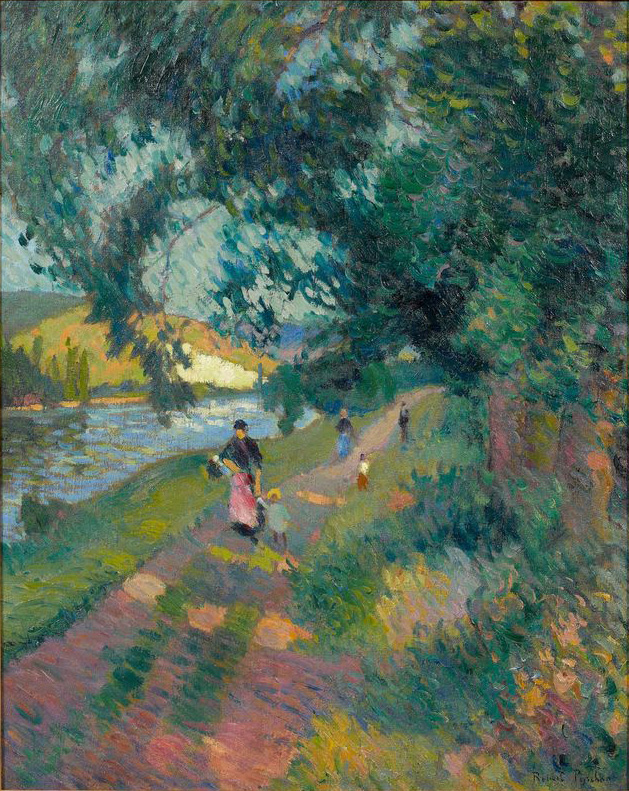
Promenade sur le chemin de Halage, olio su tela, 81 x 65 cm
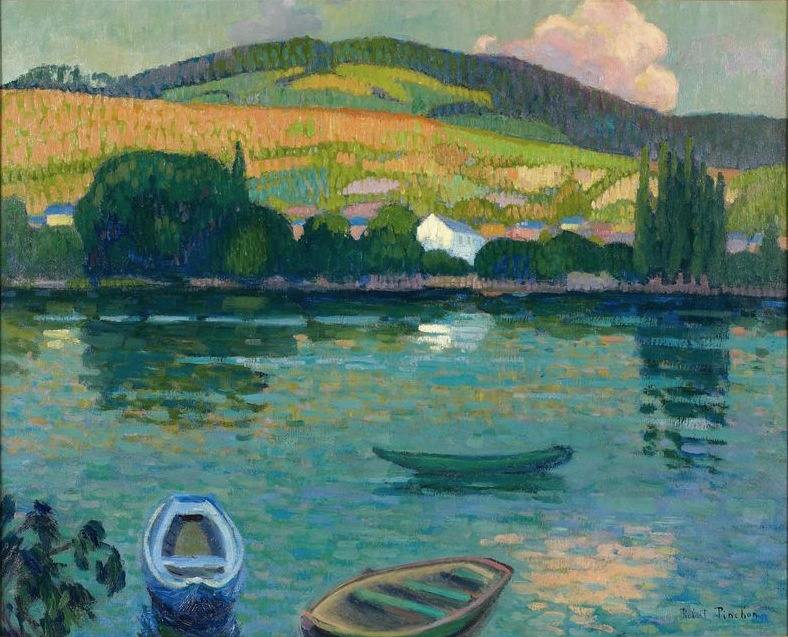
1909-10, Les coteaux de Belbeuf (Barques), olio su tela, 65.5 x 81 cm
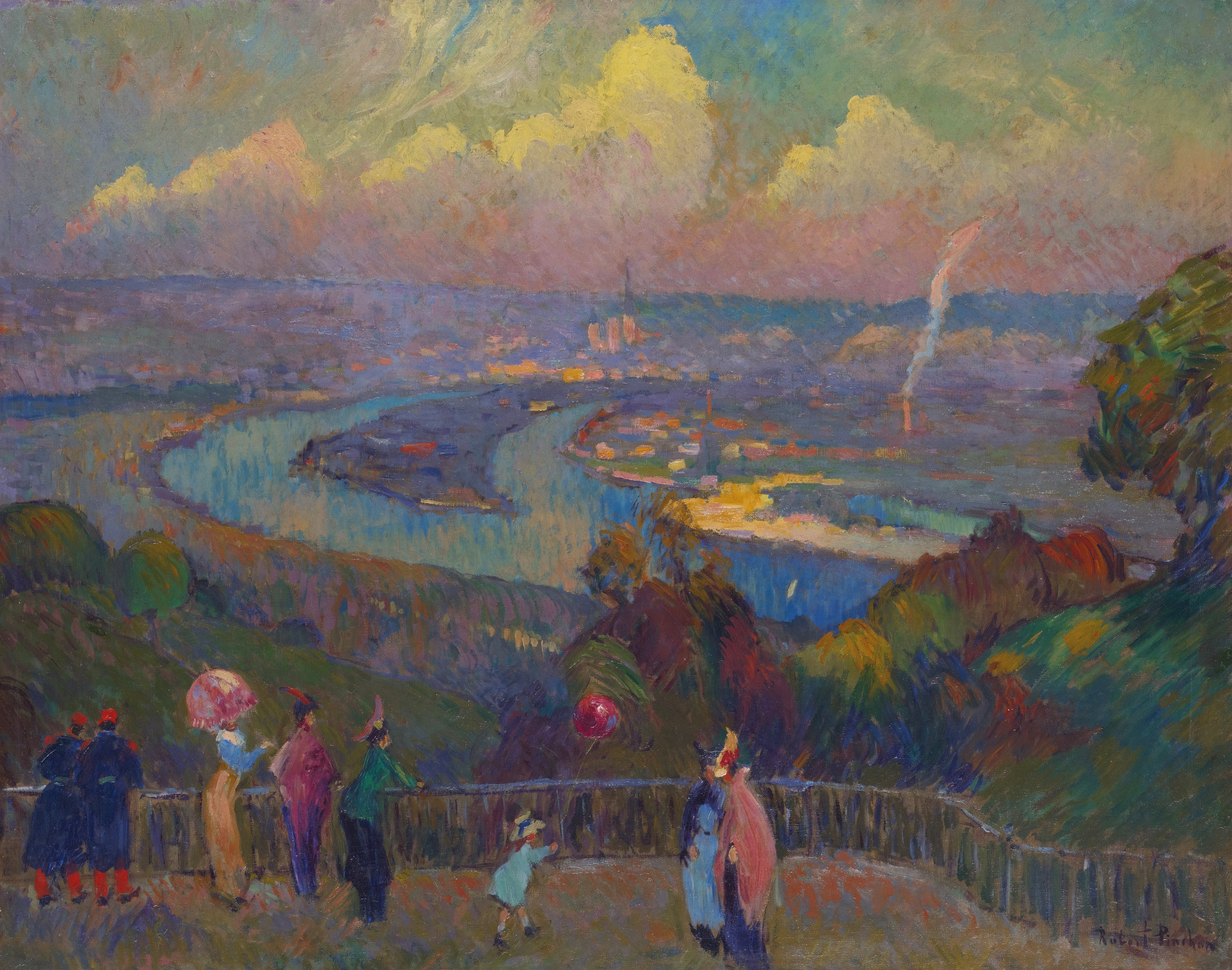
Rouen, La Seine, Vue depuis le Hauteurs de Caudbec, olio su tela, 73.7 x 92.4 cm
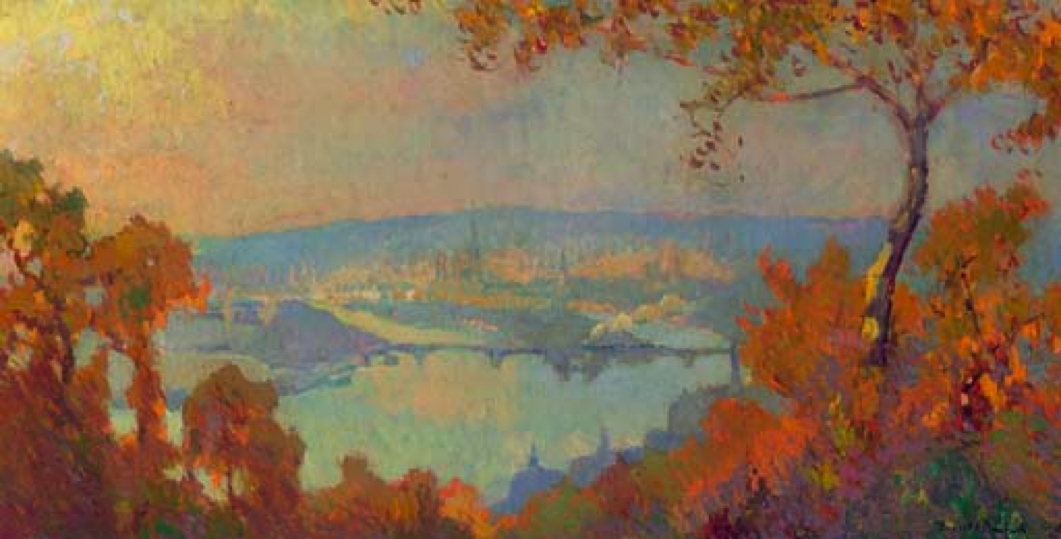
Rouen, vue de la Seine, olio su tela, 48.9 x 94 cm

Inverno
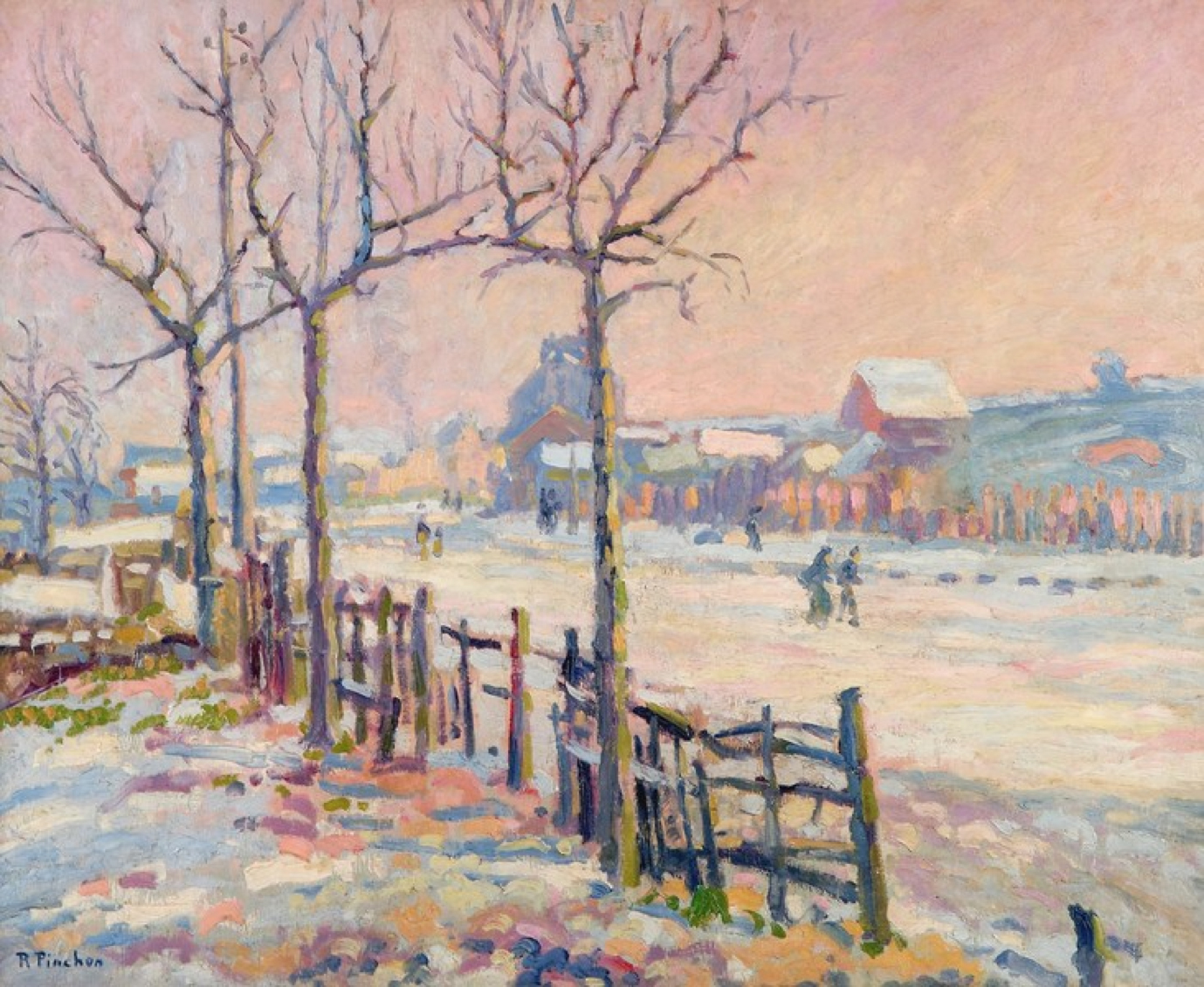
1905, Paysage d'hiver (Le chemin, neige), olio su tela, 60 x 73 cm, collezione privata
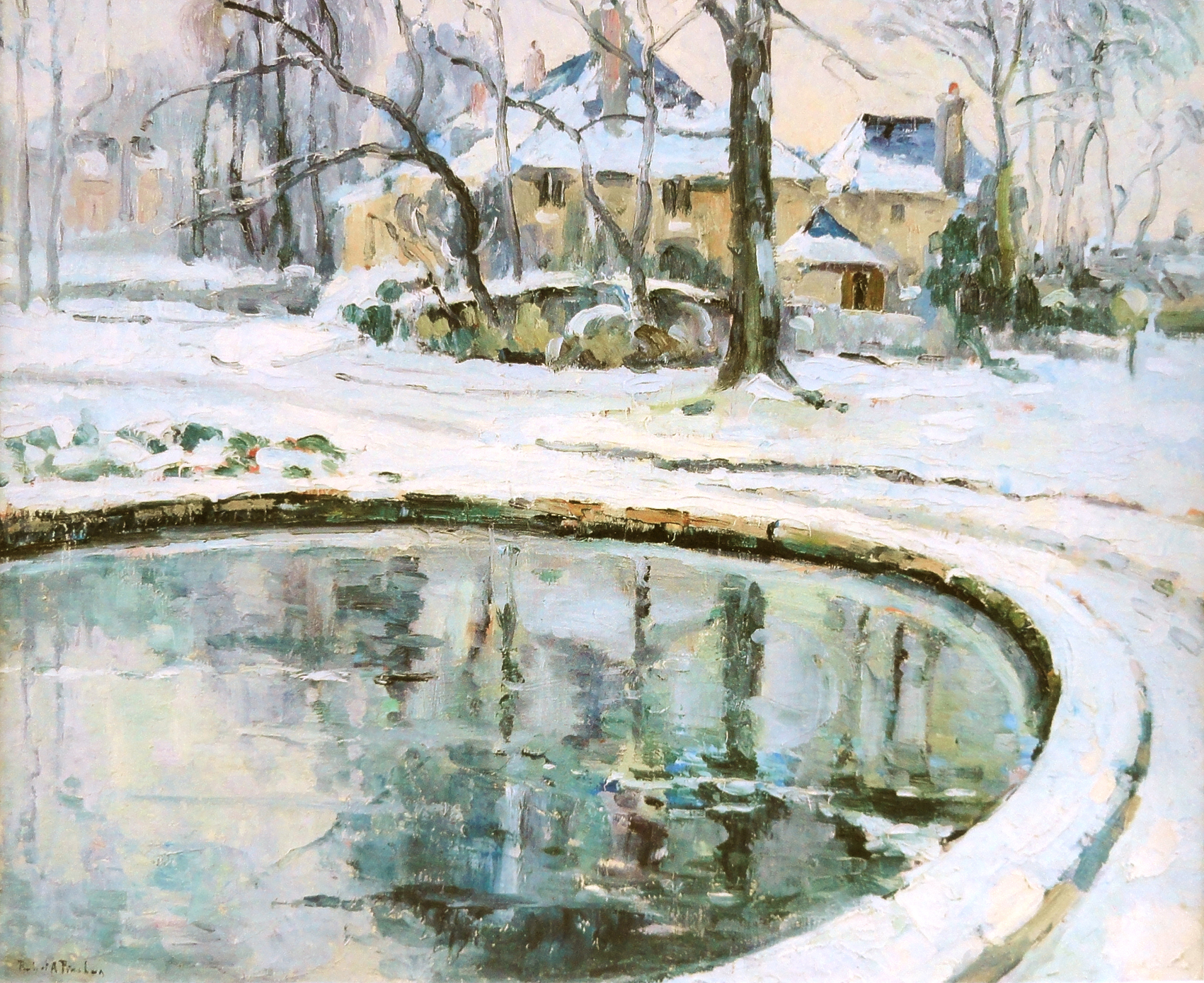
Le bassin, neige, olio su tela, 50 x 60 cm
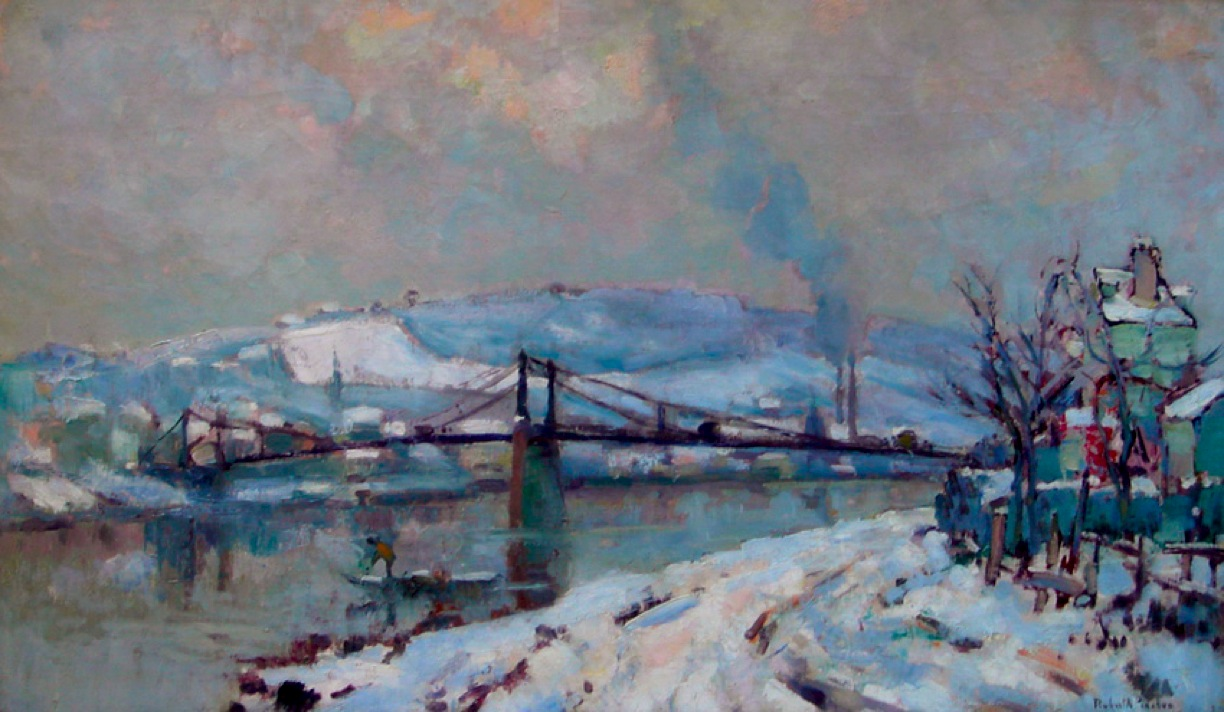
Le pont d'Elbeuf sous la neige, olio su tela, 54 x 92 cm
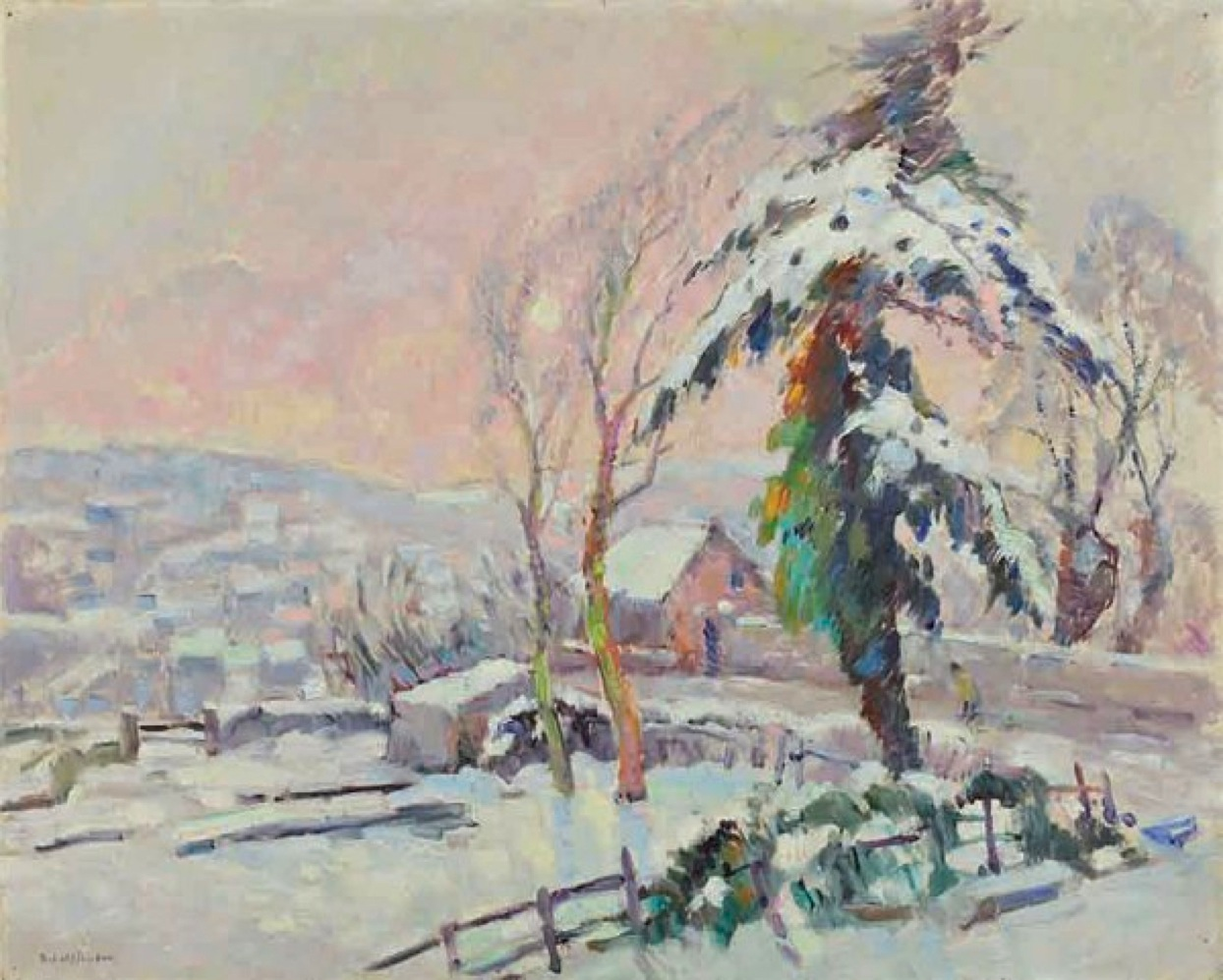
Village enneigé, olio su tela, 73 x 92 cm

## Opere in musei selezionati
- Le Pont aux anglais, soleil couchant, (1905) Musée des Beaux-Arts de Rouen
- Prairies inondées (Saint-Etienne-du-Rouvray, près de Rouen), (1905–06) Musée de Louviers, Eure
- Le coteau d'Amfreville, près Rouen (La carrière à mi-voie) (1908) Musée de Draguignan
- Effet de neige, (1909) Musée des Beaux-Arts de Rouen
- Péniches dans la brume, (1909) Musée des Beaux-Arts de Rouen
- Vue prise du mont Gargan, soleil couchant, (prima del 1909) Musée des Beaux-Arts de Rouen
- Le Jardin maraicher, (ca 1921) Musée des Beaux-Arts de Rouen
- Barque échouée, Saint Valéry en Caux (prima del 1927) Office national des Combustibles liquides, Paris
- Bord de Seine à Caumont (ca 1928-30) Musée Alfred Canel
- Le Port et le Pont transbordeur de Rouen, (1943) Musée des Beaux-Arts de Rouen
- Le Pourquoi-Pas du commandant Charcot dans le port de Rouen (1935) Musée des Beaux-Arts de Rouen

## Opere in collezioni pubbliche e private selezionate
- La Lande à Petit-Couronne (1903)
- Les toits rouges (1903) Christie's New York, 2012
- La Seine à Croisset (1903)
- Triel-sur-Seine, en aval de Paris, le pont ferroviaire sur la Seine Vers (1904)
- La Seine à Rouen au crépuscule (1905)
- Le Pont Transbordeur à Rouen (1905), Salon d'Automne 1905, no. 1253
- Le Pont Boieldieu, à Rouen (1905), Salon d'Automne 1905, no. 1254
- Vieilles Cabanes dans l'Île Lacroix, a Rouen (1905), Salon d'Automne 1905, no. 1255
- Le Chemin, neige (1905)
- Coin de Seine à La Bouille or Restaurant champêtre de la Bouille (1906)
- La Seine vue de Belbeuf (1907) Tajan, Paris, 2007 Archiviato il 3 febbraio 2013 in Archive.is.
- Le 14 Juillet, Place de la Basse Vieille Tour à Rouen (1908)
- Le Petit Train, côte Sainte-Catherine (1908-1909)
- Le Pont de chemin de fer près de Rouen (1910-1915) Christie's New York, 2008
- Le vallon du temps perdu (1910)
- Le Bassin aux nymphéas (ca 1910)
- Le Toquesac Aout (1912)
- Le talus de chemin de fer (1912)
- Fleurs des champs (ca 1915) Christie's New York, 2008
- Pots de géraniums (ca 1915-1920)
- Le jardin aux iris (ca 1920) Christie's New York, 2008
- Les chardons en fleurs (1920–25)
- A l'île aux cerises, Christie's New York, 2008
- Rouen, vue de la Seine, Christie's New York, 2007
- Dieppe et son port
- Chalands à Dieppedalle